# 流山市
流山市（ながれやまし）は、千葉県北西部にある市。人口は約21万人。健康都市連合加盟都市。千葉県内では市原市に次いで第7位の人口規模である。1967年（昭和42年）市制施行。

## 概要

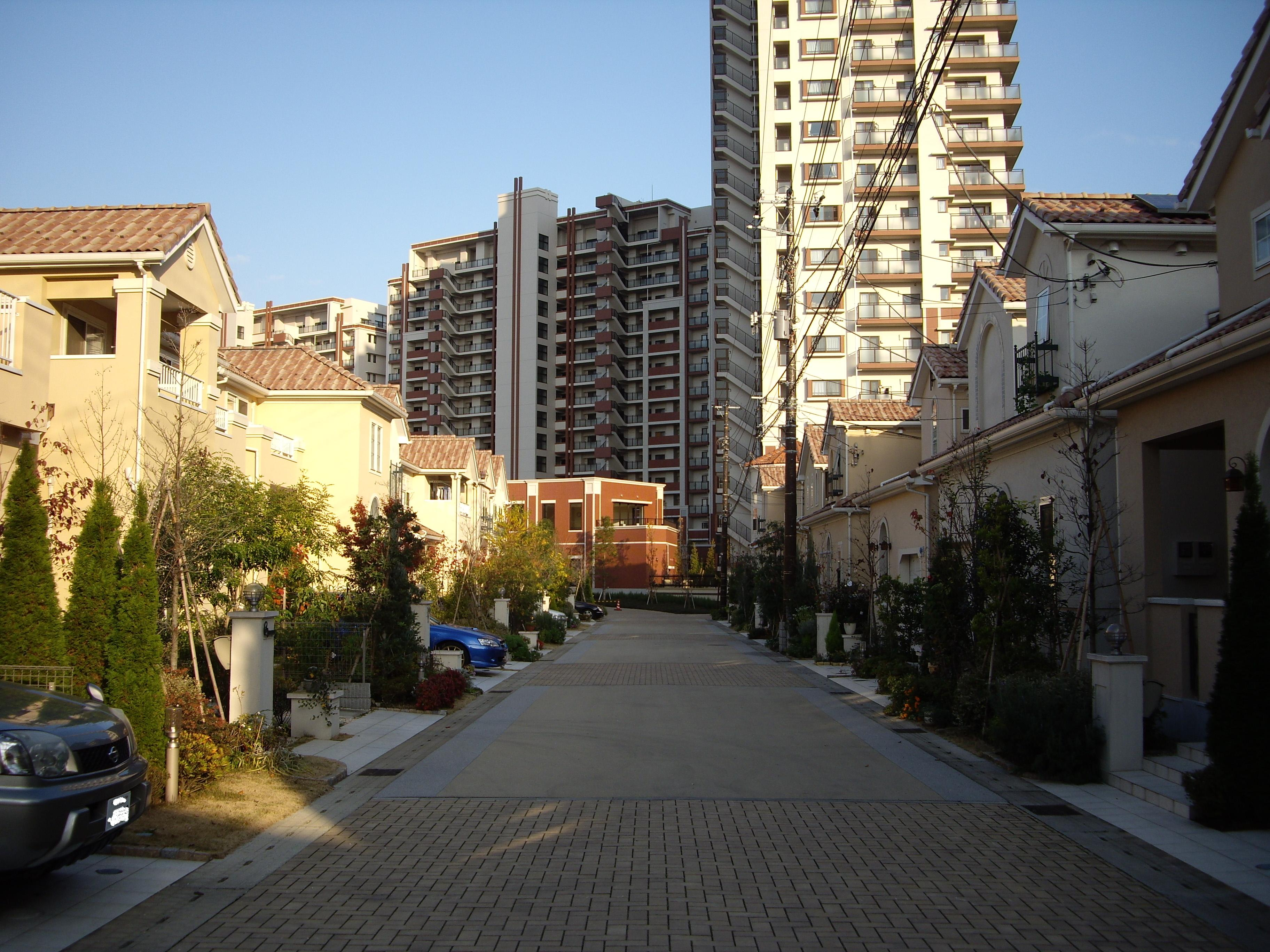
流山新市街地・フォレストカーサ（つくばエクスプレスタウン）

江戸川や利根運河を利用した水運で栄えた白みりんの産地として知られ、明治期には葛飾県庁が置かれていた。
1950年代以降、江戸川台や松ケ丘を皮切りに住宅開発が行われ始め、現在に至るまで住宅地として開発が進む。1970年代までに流鉄流山線、東武野田線（東武アーバンパークライン）、JR武蔵野線が市内に通るものの、それぞれが市内で接続せず、地域ごとの繋がりが薄い市となっていたが、2005年のつくばエクスプレス (TX) 開通により、それらの地域が結ばれるとともに東京都心へのアクセスが向上した。ただし、流鉄流山線とつくばエクスプレス (TX) は立体交差するのみで乗換駅はない。つくばエクスプレス (TX) の流山おおたかの森駅を中心に良質な住宅都市として開発され、子育て世代を中心に人口が増加中である。その住環境のよさから、「千葉の二子玉川（世田谷区）」と称されることもある。
地名は群馬県の赤城山の山体が崩れ、大きな欠片が利根川を下って流れ着いたという逸話に由来する。

## 地理

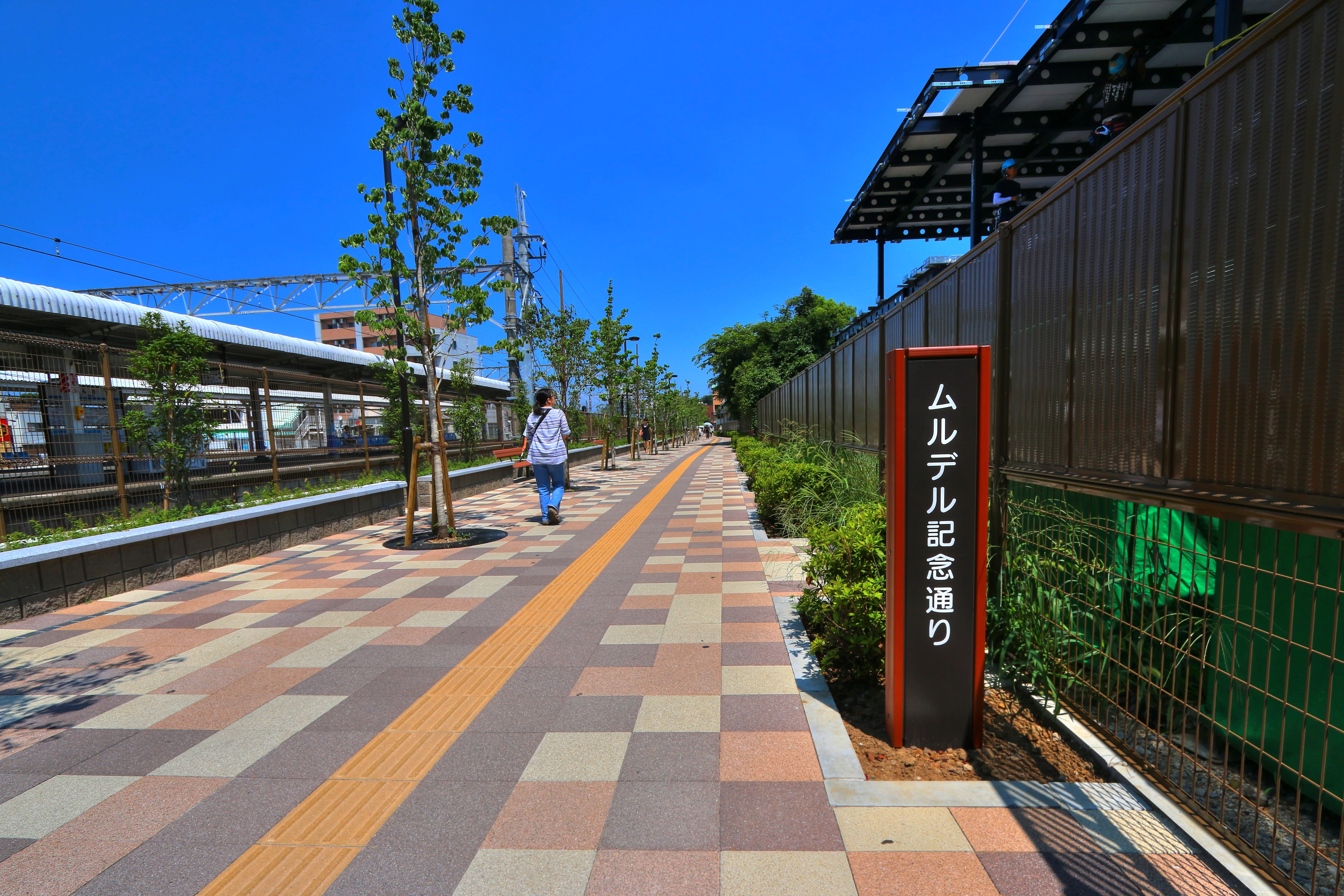
ムルデル記念通り

千葉県の北西部に位置し、県庁所在地である千葉市から約30キロメートルの距離である。東京都の都心から20 - 30キロメートル圏内である。東葛飾地域に属し、旧東葛飾郡の中部に当たる。都市雇用圏における東京都市圏（東京都区部）のベッドタウンとしての性質が強く、マンションや住宅街が林立している。通勤率は、東京都区部へ33.5%である。東京との結びつきが強く、いわゆる「千葉都民」が多い。同じ東葛地域の柏市への通勤率は12.5%（いずれも2015年国勢調査）。
市の面積は35.32平方キロメートルで、千葉県内の市としては5番目に小さい。
市の中部や北部は下総台地の一部を構成して緩やかな高低差の台地となっており、ほぼ全域が住宅街や農地などになっている。市の西境を江戸川が南北に流れ、江戸川沿い及び市の南部は平坦な低地、江戸川の対岸は埼玉県である。また、市の北部には利根運河が流れる。利根運河の開削に貢献したローウェンホルスト・ムルデルは、流山市在住の郷土史研究者らを中心に再評価が行われており、市内の利根運河水辺公園にはムルデルの顕彰碑やムルデル記念通りが整備されている。
- 河川：江戸川（一級河川）、大堀川（一級河川）、坂川（江戸川水系）
- 運河：利根運河
- 水路：北千葉導水路

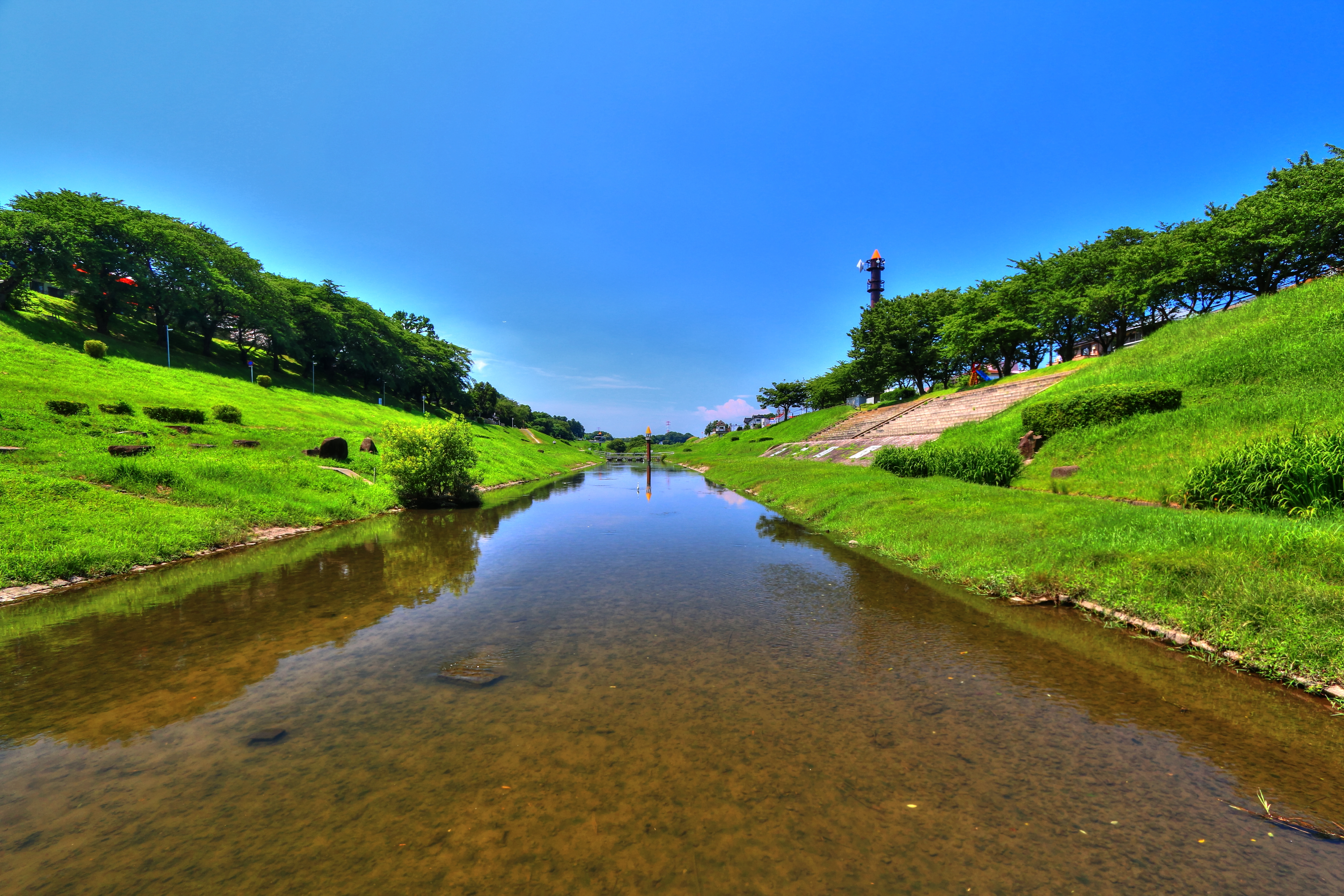
利根運河
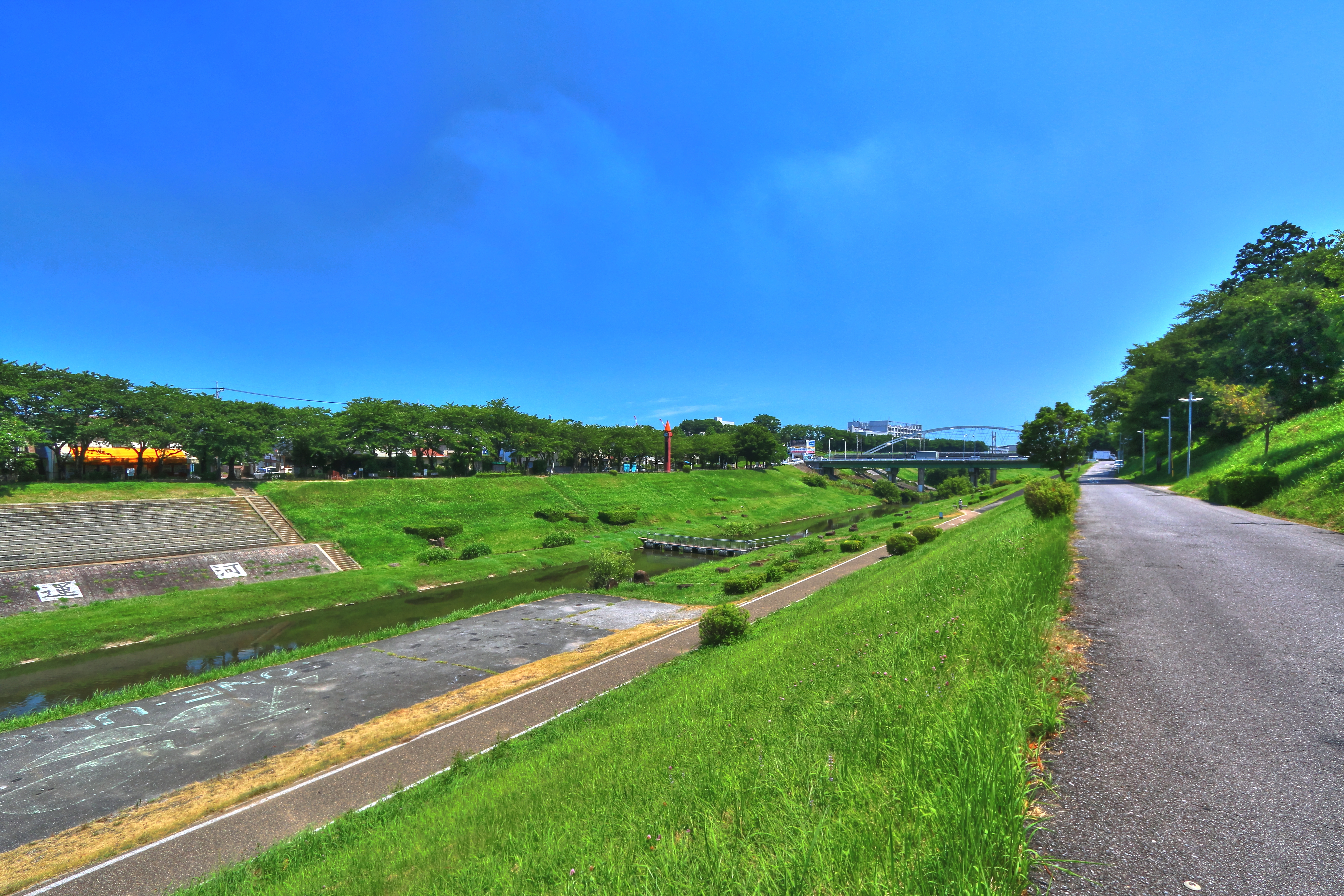
利根運河の河川敷
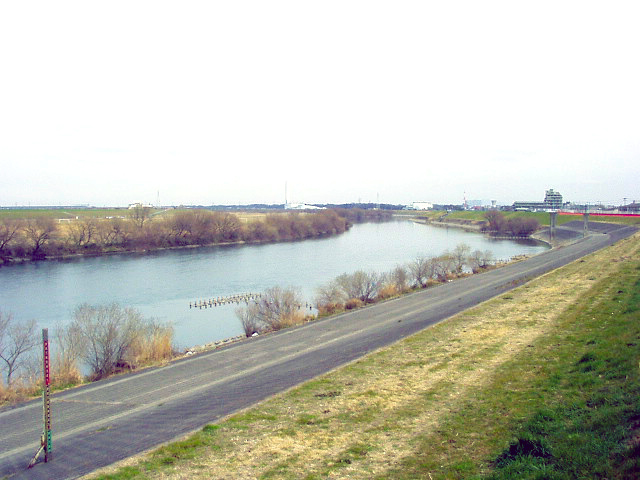
江戸川

### 隣接自治体
- 千葉県
  - 野田市
  - 柏市
  - 松戸市
- 埼玉県
  - 三郷市
  - 吉川市

## 歴史

### 近世以前
下総国に属する。江戸時代は、軍馬を養う小金牧の一部として大半が天領とされたほか、駿河国田中藩の飛地もあった。18世紀頃から江戸川の河川舟運のための河岸ができ、みりんの製造で栄えた。幕末期には新選組が本陣を置いたが、新政府軍に包囲されたため隊長の近藤勇が出頭し、盟友土方歳三との離別の地となった。

### 近代以降

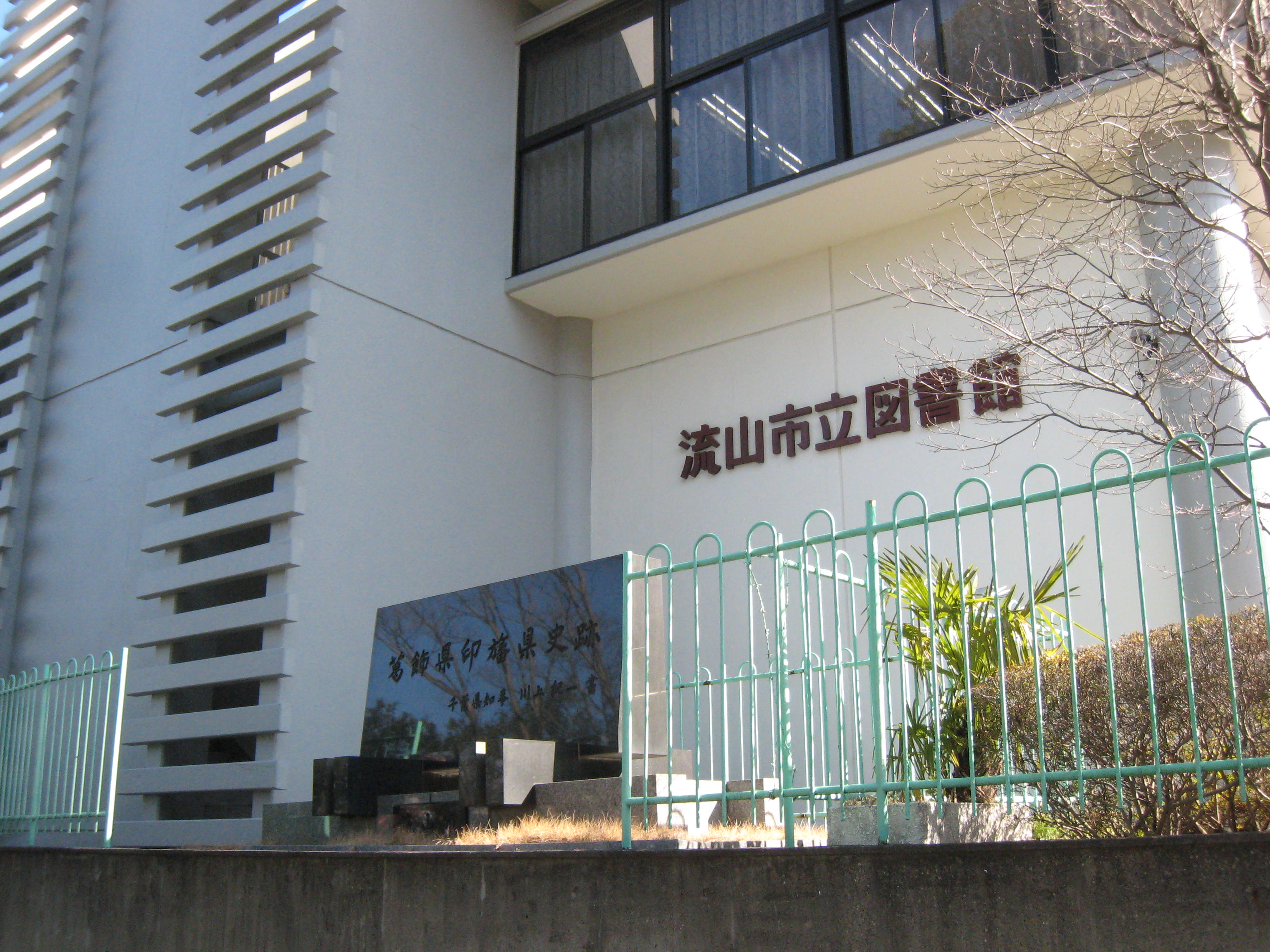
葛飾県印旛県庁跡碑（現在の流山市立図書館）

- 1869年（明治02年） 当市域内は葛飾県に入る。葛飾郡加村字坂ノ下（現:流山市加一丁目）に葛飾県庁が置かれた。
- 1871年（明治04年） 葛飾県が印旛県に統合（県庁は葛飾郡本行徳村字寺町（現:市川市本行徳）の徳願寺）。
- 1872年（明治05年） 葛飾県庁の置かれていた加村字坂ノ下（旧葛飾県庁）に印旛県庁が置かれる。公式な県庁所在地は佐倉だが、庁舎建設が間に合わなかったため。
- 1873年（明治06年）6月15日 印旛県が千葉県に統合。
- 1889年（明治22年）4月1日 町村制施行。南西部に流山町、北西部に新川村、東部に八木村が置かれる。いずれも東葛飾郡。
- 1911年（明治44年）5月9日 新川村・八木村に千葉県営軽便鉄道（現：東武野田線）が開業。
- 1916年（大正05年）3月14日 流山軽便鉄道（現：流鉄流山線）運行開始。

- 1951年（昭和26年）4月1日 流山町・新川村・八木村が合併して江戸川町（えどがわまち）が成立。

- 1952年（昭和27年）1月1日 江戸川町が流山町に改称。
- 1952年（昭和27年）5月10日 松戸市および小金町との境界を変更する[11]。
- 1952年（昭和27年）9月11日 小金町との境界を変更する[12]。

- 1967年（昭和42年）1月1日 市制施行。流山市となる[13]。
- 1973年（昭和48年） 国鉄（現：JR）武蔵野線開業。
- 1992年（平成04年） 常磐自動車道流山IC開業。
- 2005年（平成17年） 首都圏新都市鉄道つくばエクスプレス開業。
- 2017年（平成29年） 市制施行50周年。
- 2021年（令和03年） 1月6日 人口20万人に到達。

### 旧町村
- 流山町 - 旧市街地を初めとする現在の流山市南部。
- 八木村 - 向小金から初石近辺までを含めた市中部及び東部。
- 新川村 - おおむね江戸川台以北の市北部。

## 町名
流山市では住居表示は行っていないが、土地区画整理事業に合わせて地番整理を行っている。また、市内の地名にある「ケ」は、すべて大きい「ケ」である。
| 町名                | 町名読み               | 町区域新設年月日 | 住居表示実施直前町名 | 備考 |
| ------------------- | ---------------------- | ---------------- | -------------------- | ---- |
| 青田                | あおた                 |                  |                      |      |
| 市野谷              | いちのや               |                  |                      |      |
| 後平井              | うしろひらい           |                  |                      |      |
| 江戸川台西1丁目     | えどがわだいにし       | 1958年2月21日    |                      |      |
| 江戸川台西2丁目     | えどがわだいにし       | 1958年2月21日    |                      |      |
| 江戸川台西3丁目     | えどがわだいにし       | 1958年2月21日    |                      |      |
| 江戸川台西4丁目     | えどがわだいにし       | 1958年2月21日    |                      |      |
| 江戸川台東1丁目     | えどがわだいひがし     | 1958年2月21日    |                      |      |
| 江戸川台東2丁目     | えどがわだいひがし     | 1958年2月21日    |                      |      |
| 江戸川台東3丁目日   | えどがわだいひがし     | 1958年2月21日    |                      |      |
| 江戸川台東4丁目     | えどがわだいひがし     | 1958年2月21日    |                      |      |
| おおたかの森北1丁目 | おおたかのもりきた     | 2019年5月11日    |                      |      |
| おおたかの森北2丁目 | おおたかのもりきた     | 2019年5月11日    |                      |      |
| おおたかの森北3丁目 | おおたかのもりきた     | 2019年5月11日    |                      |      |
| おおたかの森西1丁目 | おおたかのもりにし     | 2019年5月11日    |                      |      |
| おおたかの森西2丁目 | おおたかのもりにし     | 2019年5月11日    |                      |      |
| おおたかの森西3丁目 | おおたかのもりにし     | 2019年5月11日    |                      |      |
| おおたかの森西4丁目 | おおたかのもりにし     | 2019年5月11日    |                      |      |
| おおたかの森東1丁目 | おおたかのもりひがし   | 2019年5月11日    |                      |      |
| おおたかの森東2丁目 | おおたかのもりひがし   | 2019年5月11日    |                      |      |
| おおたかの森東3丁目 | おおたかのもりひがし   | 2019年5月11日    |                      |      |
| おおたかの森東4丁目 | おおたかのもりひがし   | 2019年5月11日    |                      |      |
| おおたかの森南1丁目 | おおたかのもりみなみ   | 2019年5月11日    |                      |      |
| おおたかの森南2丁目 | おおたかのもりみなみ   | 2019年5月11日    |                      |      |
| おおたかの森南3丁目 | おおたかのもりみなみ   | 2019年5月11日    |                      |      |
| 大畔                | おおぐろ               |                  |                      |      |
| 思井                | おもい                 |                  |                      |      |
| 上貝塚              | かみかいづか           |                  |                      |      |
| 上新宿              | かみしんしゅく         |                  |                      |      |
| 上新宿新田          | かみしんしゅくしんでん |                  |                      |      |
| 加一丁目            | か                     | 1997年5月31日    |                      |      |
| 加二丁目            | か                     | 1997年5月31日    |                      |      |
| 加三丁目            | か                     | 1997年5月31日    |                      |      |
| 加四丁目            | か                     | 1997年5月31日    |                      |      |
| 加五丁目            | か                     | 1997年5月31日    |                      |      |
| 加六丁目            | か                     | 1997年5月31日    |                      |      |
| 木                  | き                     |                  |                      |      |
| 北                  | きた                   |                  |                      |      |
| 谷                  | たに                   |                  |                      |      |
| 中                  | なか                   |                  |                      |      |
| 桐ケ谷              | きりがや               |                  |                      |      |
| 駒木                | こまぎ                 |                  |                      |      |
| 駒木台              | こまぎだい             |                  |                      |      |
| 小屋                | こや                   |                  |                      |      |
| 芝崎                | しばさき               |                  |                      |      |
| 下花輪              | しもはなわ             |                  |                      |      |
| 長崎1丁目           | ながさき               |                  |                      |      |
| 長崎2丁目           | ながさき               |                  |                      |      |
| 中野久木            | なかのくき             |                  |                      |      |
| こうのす台          | こうのすだい           |                  |                      |      |
| 流山1丁目           | ながれやま             | 1967年1月1日     |                      |      |
| 流山2丁目           | ながれやま             | 1967年1月1日     |                      |      |
| 流山3丁目           | ながれやま             | 1967年1月1日     |                      |      |
| 流山4丁目           | ながれやま             | 1967年1月1日     |                      |      |
| 流山5丁目           | ながれやま             | 1967年1月1日     |                      |      |
| 流山6丁目           | ながれやま             | 1967年1月1日     |                      |      |
| 流山7丁目           | ながれやま             | 1967年1月1日     |                      |      |
| 流山8丁目           | ながれやま             | 1967年1月1日     |                      |      |
| 流山9丁目           | ながれやま             | 1967年1月1日     |                      |      |
| 南流山1丁目         | みなみながれやま       | 1988年6月4日     |                      |      |
| 南流山2丁目         | みなみながれやま       | 1988年6月4日     |                      |      |
| 南流山3丁目         | みなみながれやま       | 1988年6月4日     |                      |      |
| 南流山4丁目         | みなみながれやま       | 1988年6月4日     |                      |      |
| 南流山5丁目         | みなみながれやま       | 1988年6月4日     |                      |      |
| 南流山6丁目         | みなみながれやま       | 1988年6月4日     |                      |      |
| 南流山7丁目         | みなみながれやま       | 1988年6月4日     |                      |      |
| 南流山8丁目         | みなみながれやま       | 1988年6月4日     |                      |      |
| 名都借              | なづかり               |                  |                      |      |
| 西初石1丁目         | にしはついし           | 1971年4月1日     |                      |      |
| 西初石2丁目         | にしはついし           | 1971年4月1日     |                      |      |
| 西初石3丁目         | にしはついし           | 1971年4月1日     |                      |      |
| 西初石4丁目         | にしはついし           | 1971年4月1日     |                      |      |
| 西初石5丁目         | にしはついし           | 1971年4月1日     |                      |      |
| 東初石1丁目         | ひがしはついし         | 1971年4月1日     |                      |      |
| 東初石2丁目         | ひがしはついし         | 1971年4月1日     |                      |      |
| 東初石3丁目         | ひがしはついし         | 1971年4月1日     |                      |      |
| 東初石4丁目         | ひがしはついし         | 1971年4月1日     |                      |      |
| 西平井1丁目         | にしひらい             | 1967年1月1日     |                      |      |
| 西平井2丁目         | にしひらい             | 1967年1月1日     |                      |      |
| 西平井3丁目         | にしひらい             | 1967年1月1日     |                      |      |
| 野々下1丁目         | ののした               |                  |                      |      |
| 野々下2丁目         | ののした               |                  |                      |      |
| 野々下3丁目         | ののした               |                  |                      |      |
| 野々下4丁目         | ののした               |                  |                      |      |
| 野々下5丁目         | ののした               |                  |                      |      |
| 野々下6丁目         | ののした               |                  |                      |      |
| 平方村新田          | ひらかたむらしんでん   |                  |                      |      |
| 鰭ケ崎              | ひれがさき             |                  |                      |      |
| 深井新田            | ふかいしんでん         |                  |                      |      |
| 古間木              | ふるまぎ               |                  |                      |      |
| 若葉台              | わかばだい             |                  |                      |      |
| 富士見台1丁目       | ふじみだい             |                  |                      |      |
| 富士見台2丁目       | ふじみだい             |                  |                      |      |
| 平和台1丁目         | へいわだい             | 1973年12月1日    |                      |      |
| 平和台2丁目         | へいわだい             | 1973年12月1日    |                      |      |
| 平和台3丁目         | へいわだい             | 1973年12月1日    |                      |      |
| 平和台4丁目         | へいわだい             | 1973年12月1日    |                      |      |
| 平和台5丁目         | へいわだい             | 1973年12月1日    |                      |      |
| 前ケ崎              | まえがさき             |                  |                      |      |
| 前平井              | まえひらい             |                  |                      |      |
| 松ケ丘1丁目         | まつがおか             | 1961年10月1日    |                      |      |
| 松ケ丘2丁目         | まつがおか             | 1961年10月1日    |                      |      |
| 松ケ丘3丁目         | まつがおか             | 1961年10月1日    |                      |      |
| 松ケ丘4丁目         | まつがおか             | 1961年10月1日    |                      |      |
| 松ケ丘5丁目         | まつがおか             | 1961年10月1日    |                      |      |
| 松ケ丘6丁目         | まつがおか             | 1961年10月1日    |                      |      |
| 西松ケ丘            | にしまつがおか         | 1971年4月1日     |                      |      |
| 美田                | みた                   |                  |                      |      |
| 南                  | みなみ                 |                  |                      |      |
| 美原1丁目           | みはら                 | 1992年11月16日   |                      |      |
| 美原2丁目           | みはら                 | 1992年11月16日   |                      |      |
| 美原3丁目           | みはら                 | 1992年11月16日   |                      |      |
| 美原4丁目           | みはら                 | 1992年11月16日   |                      |      |
| 宮園1丁目           | みやぞの               | 1975年5月20日    |                      |      |
| 宮園2丁目           | みやぞの               | 1975年5月20日    |                      |      |
| 宮園3丁目           | みやぞの               | 1975年5月20日    |                      |      |
| 三輪野山一丁目      | みわのやま             | 2007年9月2日     |                      |      |
| 三輪野山二丁目      | みわのやま             | 2007年9月2日     |                      |      |
| 三輪野山三丁目      | みわのやま             | 2007年9月2日     |                      |      |
| 三輪野山四丁目      | みわのやま             | 2007年9月2日     |                      |      |
| 三輪野山五丁目      | みわのやま             | 2007年9月2日     |                      |      |
| 向小金1丁目         | むかいこがね           | 1989年5月29日    |                      |      |
| 向小金2丁目         | むかいこがね           | 1989年5月29日    |                      |      |
| 向小金3丁目         | むかいこがね           | 1989年5月29日    |                      |      |

## 人口
つくばエクスプレス開通後は市外からの転入者が相次ぎ、開業4年半後には人口が約1万人増え、2009年（平成21年）4月時点の年齢別人口では、35歳から39歳の子育て世代が1万4,151人で、長年最多だった団塊世代（60 - 64歳）の1万2,609人を抜いた。
2015年（平成27年）国勢調査より前回調査からの人口増減をみると、6.34%増の174,373人であり、千葉県下54市町村の中で最も増加率が高い。2020年（令和2年）国勢調査より前回調査からの人口増減を見ると、14.67％（25,587人）増の199,960人であり、千葉県下54市町村の中で増加数、増加率ともダントツで最も高い。増加率に関しては、全国でも前回の国勢調査以後に避難指示区域の指定が解除された福島県の飯舘村、葛尾村、楢葉町、広野町に次いで第5位となっている。
また、千葉県毎月常住人口調査によると、2013年（平成25年）から2019年（平成31年・令和元年）まで7年連続で、千葉県下54市町村の中で最も人口増加率が高い。
2024年（令和6年）1月1日時点の住民基本台帳に基づく人口動態調査では人口増加率1.12パーセントで全国6位となっている。
一方で、流鉄流山線沿線など、昭和に発展した街区では住民の高齢化が進んでいる。
| |                                        |  |
| 流山市と全国の年齢別人口分布（2005年） | 流山市の年齢・男女別人口分布（2005年） |  |
| ■紫色 ― 流山市 ■緑色 ― 日本全国 | ■青色 ― 男性 ■赤色 ― 女性              |  |
| 流山市（に相当する地域）の人口の推移 \| 1970年（昭和45年） \| 56,485人 \| \| \| 1975年（昭和50年） \| 82,936人 \| \| \| 1980年（昭和55年） \| 106,635人 \| \| \| 1985年（昭和60年） \| 124,682人 \| \| \| 1990年（平成2年） \| 140,059人 \| \| \| 1995年（平成7年） \| 146,245人 \| \| \| 2000年（平成12年） \| 150,527人 \| \| \| 2005年（平成17年） \| 152,641人 \| \| \| 2010年（平成22年） \| 163,984人 \| \| \| 2015年（平成27年） \| 174,373人 \| \| \| 2020年（令和2年） \| 199,849人 \| \| |                                        |  |
| 総務省統計局 国勢調査より |                                        |  |
| 1970年（昭和45年） | 56,485人                               |  |
| 1975年（昭和50年） | 82,936人                               |  |
| 1980年（昭和55年） | 106,635人                              |  |
| 1985年（昭和60年） | 124,682人                              |  |
| 1990年（平成2年） | 140,059人                              |  |
| 1995年（平成7年） | 146,245人                              |  |
| 2000年（平成12年） | 150,527人                              |  |
| 2005年（平成17年） | 152,641人                              |  |
| 2010年（平成22年） | 163,984人                              |  |
| 2015年（平成27年） | 174,373人                              |  |
| 2020年（令和2年） | 199,849人                              |  |

## 行政
｢都心から一番近い森のまち｣をキャッチフレーズに良質な住環境と快適な都市環境の維持・創出に力を注ぎ、「住み続ける価値の高いまち」づくりを進めている。

### 市長
- 市長：井崎義治（6期目）

#### 歴代市長
特記なき場合『日本の歴代市長 : 市制施行百年の歩み』などによる。
| 代 | 氏名       | 就任                     | 退任                     | 備考 |
| -- | ---------- | ------------------------ | ------------------------ | ---- |
| 1  | 田中芳夫   | 1967年（昭和42年）1月1日 | 1975年（昭和50年）5月5日 |      |
| 2  | 石塚健     | 1975年（昭和50年）5月6日 | 1983年（昭和58年）5月5日 |      |
| 3  | 秋元大吉郎 | 1983年（昭和58年）5月6日 | 1991年（平成3年）5月5日  |      |
| 4  | 眉山俊光   | 1991年（平成3年）5月6日  | 2003年（平成15年）5月5日 |      |
| 5  | 井崎義治   | 2003年（平成15年）5月6日 | 現職                     |      |

### 警察・消防
- 流山運転免許センター
- 流山警察署
  - 運河交番
  - 江戸川台交番
  - 東部交番
  - 流山おおたかの森交番
  - 流山中央交番
  - 初石交番
  - 南流山駅前交番
  - 鰭ヶ崎駐在所
  - 流山セントラルパーク駅前駐在所
- 流山市消防本部
  - 中央消防署
  - 北消防署
  - 東消防署
  - 南消防署
- 流山キャビネット - 緊急災害支援組織

## 議会

### 県議会
- 選挙区：流山市選挙区
- 定数：3人
- 投票日：2023年4月9日
- 当日有権者数：163,767人
- 投票率：38.28％

| 候補者名 | 当落 | 年齢 | 所属党派   | 新旧別 | 得票数   |
| -------- | ---- | ---- | ---------- | ------ | -------- |
| 武田正光 | 当   | 53   | 自由民主党 | 現     | 19,237票 |
| 小宮明史 | 当   | 40   | 立憲民主党 | 新     | 13,761票 |
| 野田宏規 | 当   | 33   | 無所属     | 新     | 11,517票 |
| 菅野浩考 | 落   | 42   | 無所属     | 新     | 9,533票  |
| 加藤啓子 | 落   | 61   | 無所属     | 新     | 7,779票  |

### 衆議院
- 選挙区：千葉7区（野田市、流山市）
- 投票日：2024年10月27日
- 当日有権者数：563,443人
- 投票率：52.69％

| 当落 | 候補者名   | 年齢 | 所属党派   | 新旧別 | 得票数   | 重複 |
| ---- | ---------- | ---- | ---------- | ------ | -------- | ---- |
| 当   | 齋藤健     | 65   | 自由民主党 | 前     | 82,606票 | ○    |
|      | 平戸航太   | 37   | 国民民主党 | 新     | 51,749票 | ○    |
|      | 徳増記代子 | 71   | 日本共産党 | 新     | 18,127票 |      |

## 経済

### 産業
- 主な産業
  - みりん製造
- 産業人口（2015年国勢調査）
  - 第一次産業 702人
  - 第二次産業 15,359人
  - 第三次産業 62,007人
- 農業協同組合
  - とうかつ中央農業協同組合

観光産業育成も図っており、観光地域づくり法人（DMO）設立を目指して千葉銀行と協定を2019年に結んだ。

#### 本社・本店を置く（置いていた）企業
- サンコーテクノ（東証2部）
- 流山キッコーマン - キッコーマンの子会社。流山に本社を置きキッコーマンと合併した万上味醂の流れを汲む。
- 京和ガス
- 三英
- CAC (化粧品)
- タナックス
- 流山新聞社
- 流鉄
- 崙書房（2019年7月末で廃業）
- エスペラントシステム

#### 主な商業施設
- 流山おおたかの森 S・C
  - Takashimaya FOOD MAISONおおたかの森（FOOD MAISON1号店）
  - 流山おおたかの森Ｓ・Ｃ ANNEX
  - こもれびテラス
  - ハナミズキテラス
  - こかげテラス
  - 流山おおたかの森Ｓ・Ｃ FLAPS
  - 流山おおたかの森Ｓ・Ｃ ANNEX2
- TX GRAND AVENUEおおたかの森
- ライフガーデンおおたかの森
- COTOE(コトエ)流山おおたかの森
- イトーヨーカドー流山店
- ロピア アクロスプラザ流山店

#### 金融機関
| - 三井住友銀行 - 流山おおたかの森支店 - ゆうちょ銀行 - 流山店 - 千葉銀行 - 流山支店 - 初石支店 - 江戸川台支店 - 南流山支店 - 流山おおたかの森支店 - 京葉銀行 - 江戸川台支店 - 初石支店 - 流山支店 - 流山おおたかの森支店 - 常陽銀行 - 流山おおたかの森支店 | - 千葉興業銀行 - 江戸川台支店 - 南流山支店 - おおたかの森支店 - 東京ベイ信用金庫 - 流山支店 - 江戸川台支店 - とうかつ中央農業協同組合 - 南流山支店 - 流山支店 - 八木支店 - 十太夫支店 - 新川支店 - 運河支店 |

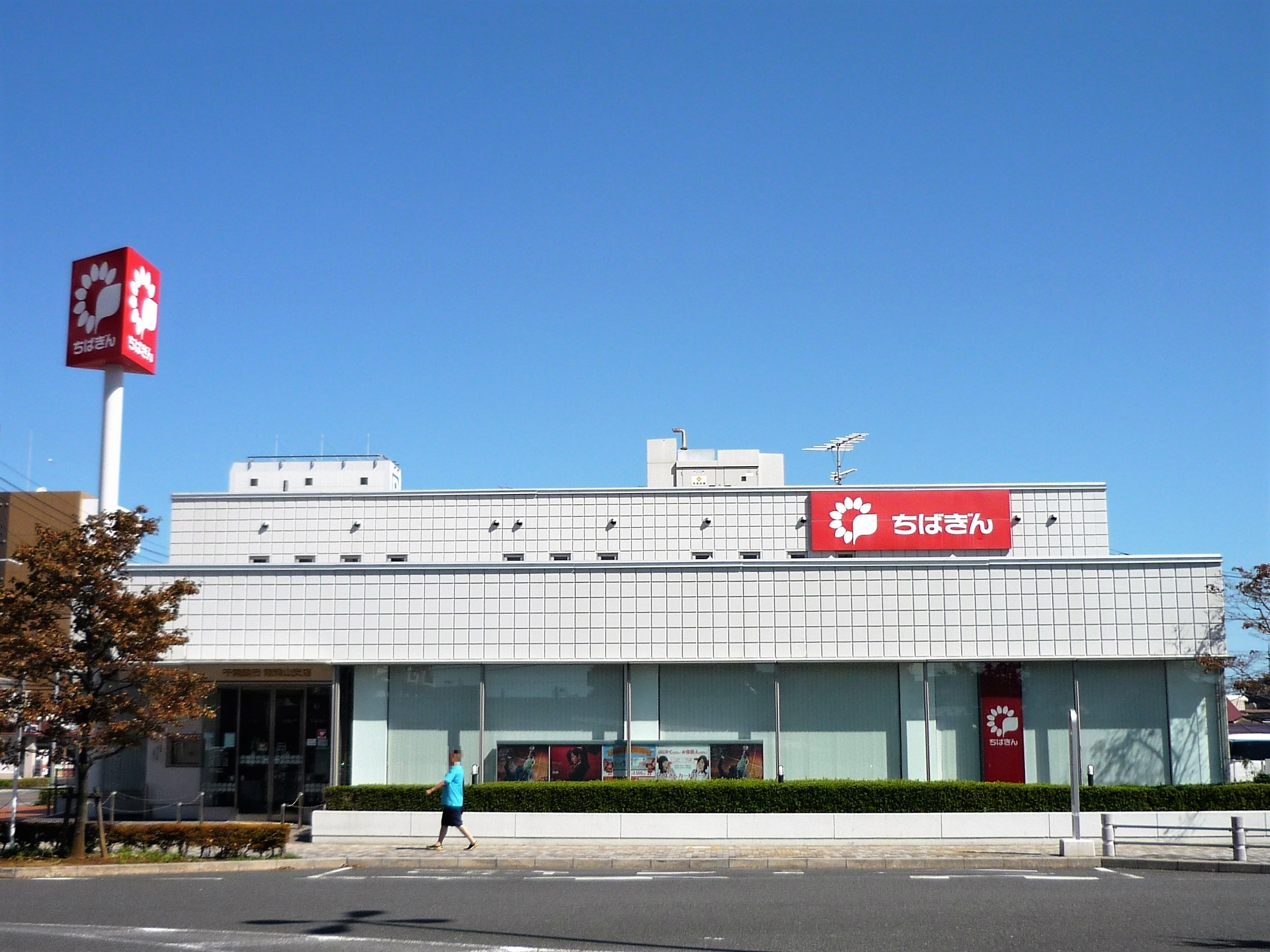
千葉銀行南流山支店
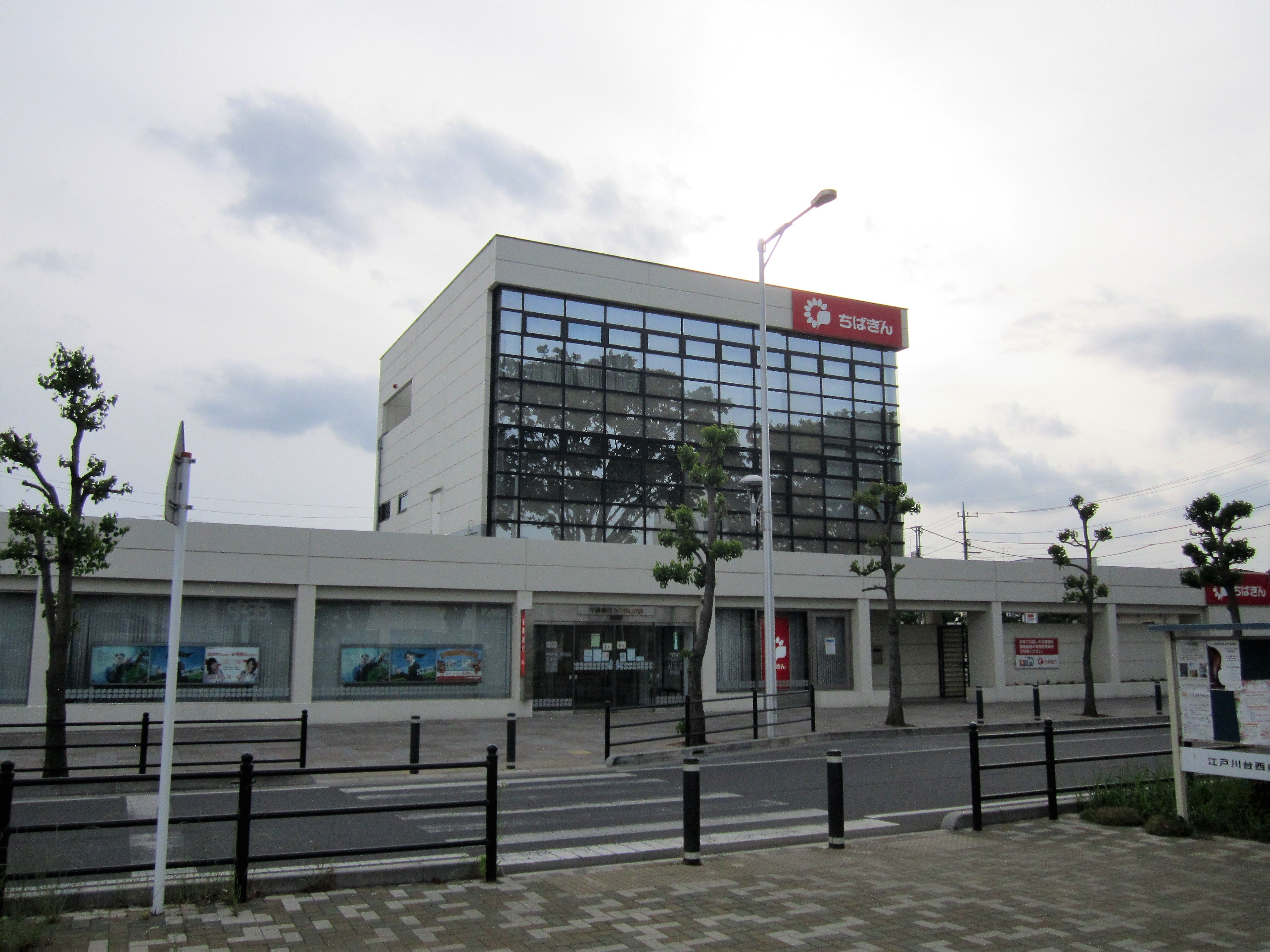
千葉銀行江戸川台支店
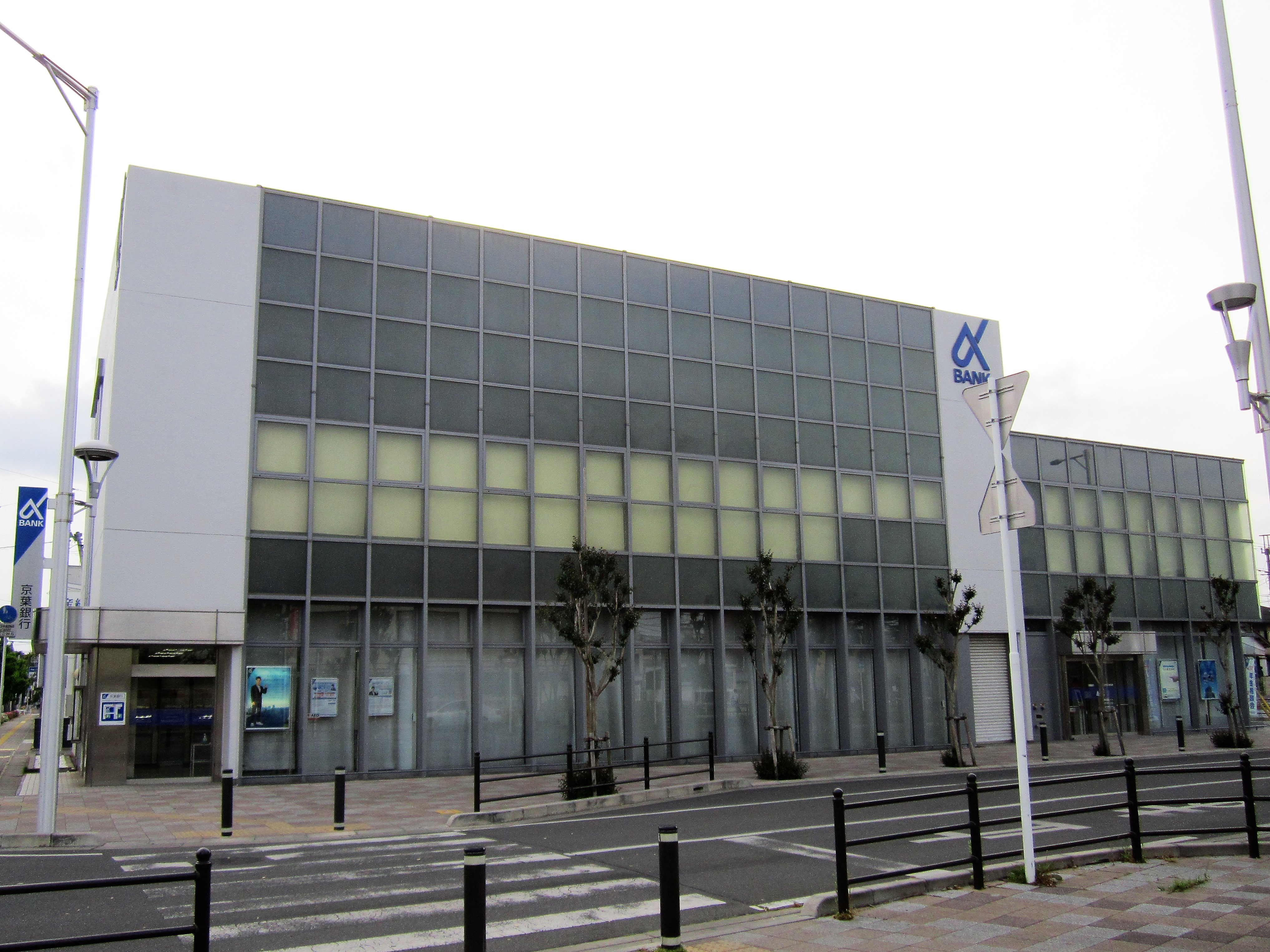
京葉銀行江戸川台支店
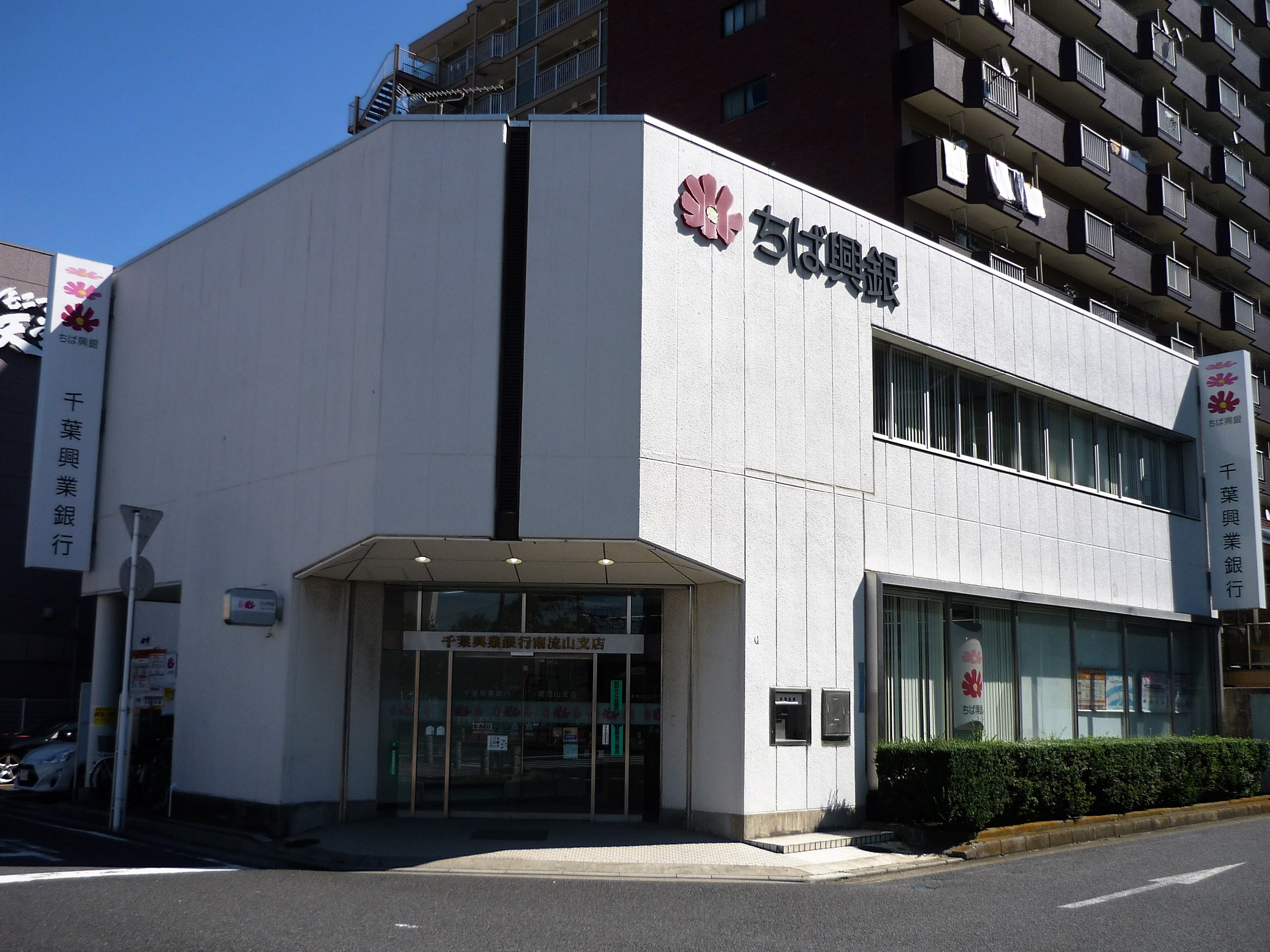
千葉興業銀行南流山支店

## 姉妹都市・提携都市
日本国内
 相馬市（福島県）
- 1977年（昭和52年）1月14日姉妹都市提携

 信濃町（長野県）
- 1997年（平成9年）5月17日姉妹都市提携

 能登町（石川県）
- 2012年（平成24年）1月17日姉妹都市提携[21]

 北上市（岩手県）
- 2020年（令和2年）1月29日姉妹都市提携

## 地域

### 地区
当市には現在52の町・大字がある。流山市では住居表示は行っていないが、土地区画整理事業に合わせて地番整理を行っている。また、市内の地名にある「ケ」は、全て大きい「ケ」である。
丁目は「加」「三輪野山」のみ漢数字で、それ以外は算用数字である。
郵便局

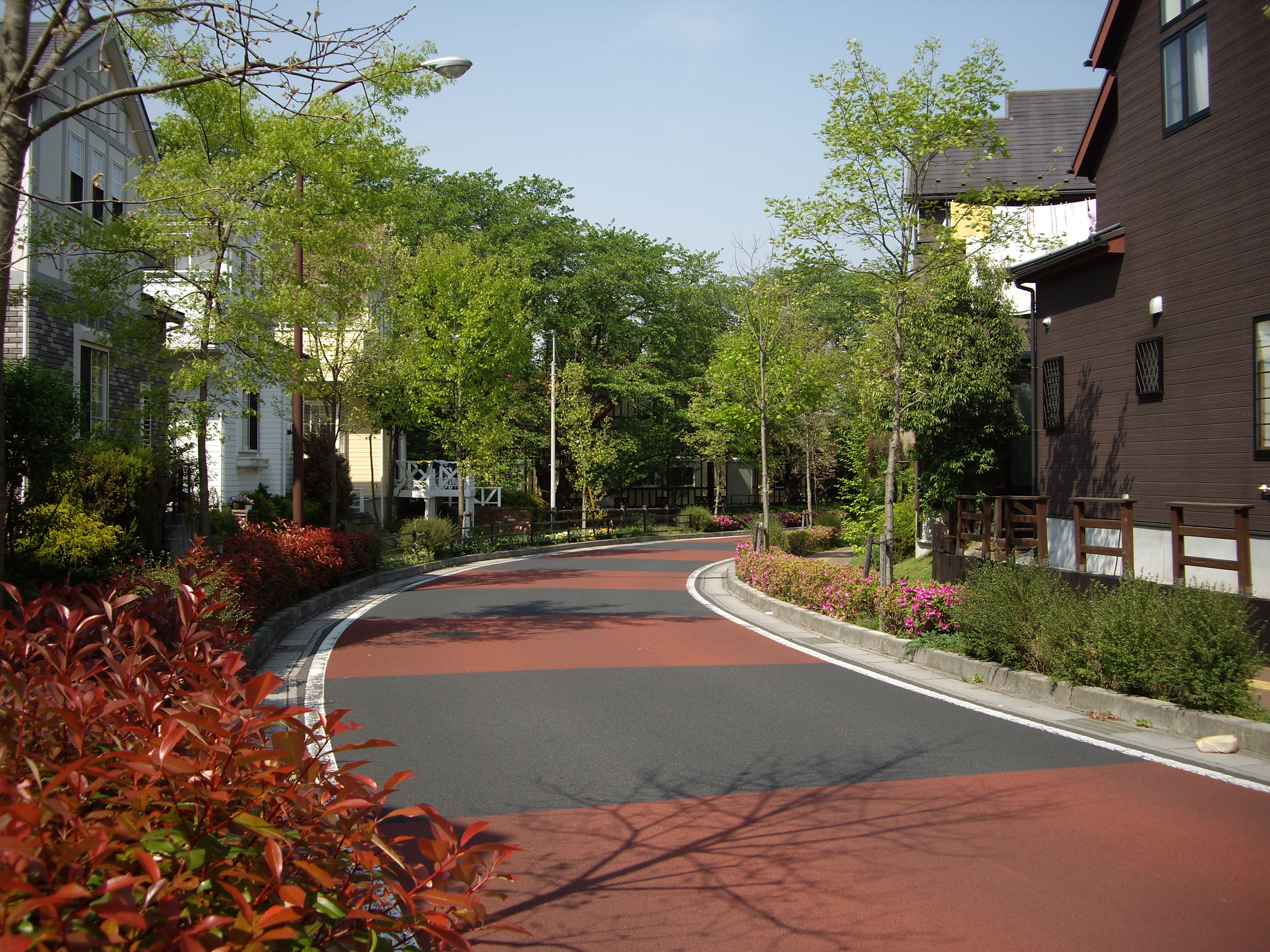
東深井の住宅街

- 流山郵便局（ゆうちょ銀行 流山店）（05006）
- 新川郵便局（05239）
- 八木郵便局（05261）
- 流山江戸川台郵便局（05332）
- 流山松ヶ丘郵便局（05400）
- 流山西初石郵便局（05438）
- 流山鰭ヶ崎郵便局（05467）
- 流山富士見台郵便局（05569）
- 南流山郵便局（05578）
- 流山加台郵便局（05659）
- 流山平和台郵便局（05680）
- 流山おおたかの森郵便局（10001）

郵便番号は以下が該当する。1集配局が集配を担当する。

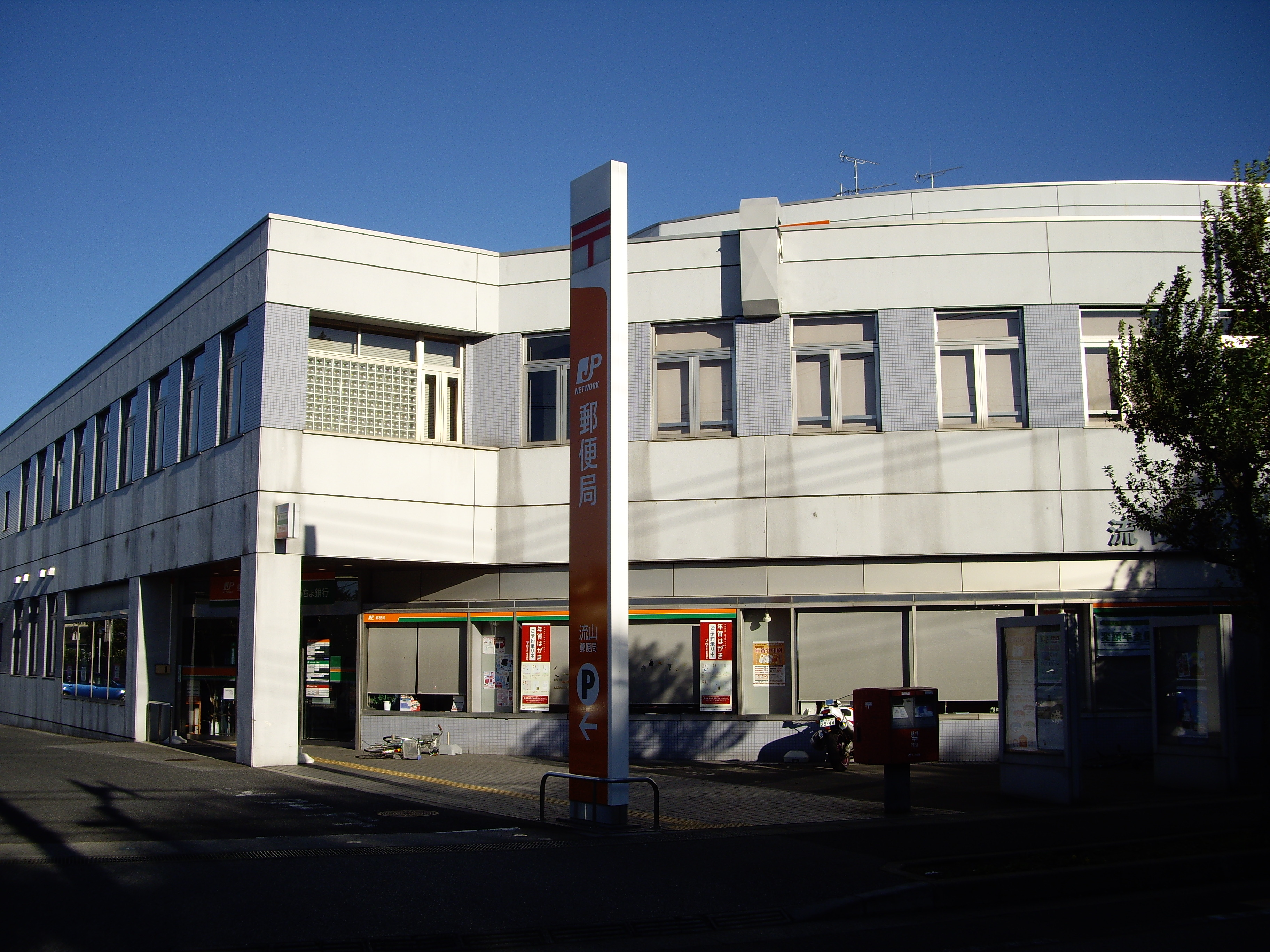
流山郵便局：「270-01xx」
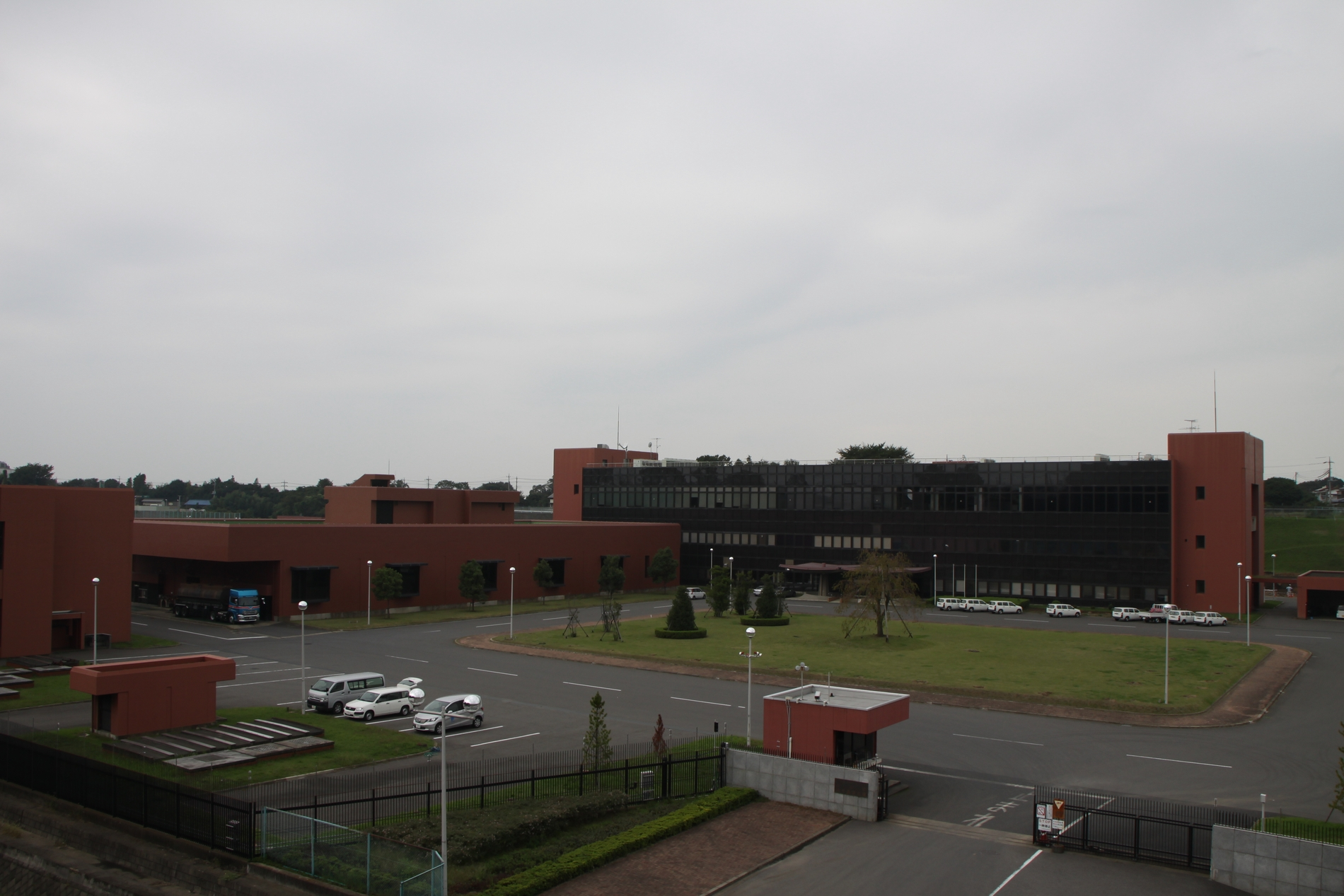
北千葉浄水場

焼却場
- 流山市クリーンセンター
- リサイクルプラザ・リサイクル館
- リサイクルプラザ・プラザ館
- 森のまちエコセンター

浄水場
- 北千葉浄水場

- 流山郵便局
- 北千葉浄水場

### 医療

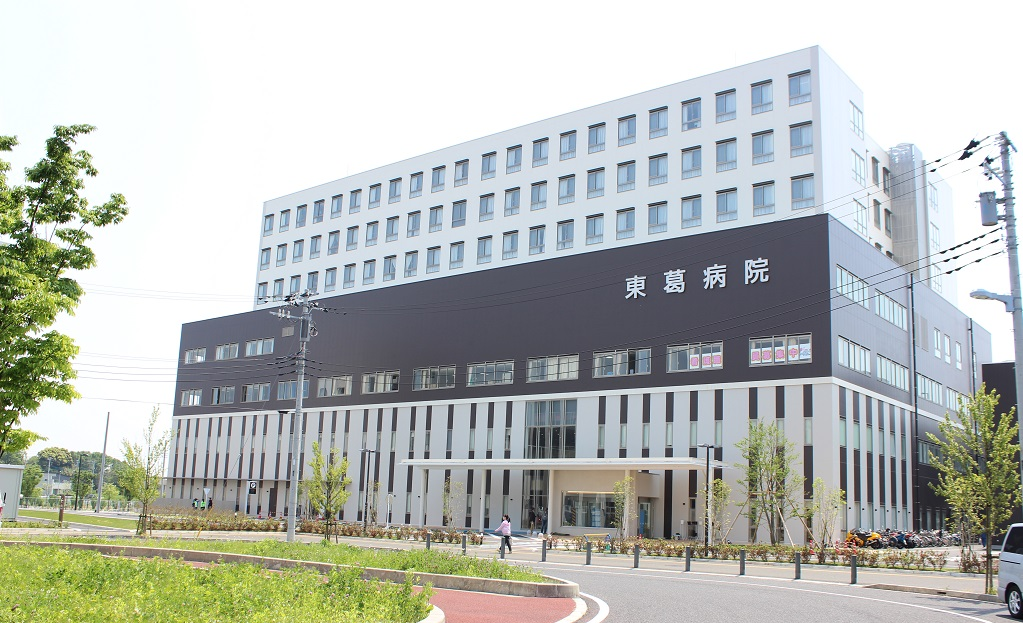
東葛病院（緊急指定病院）

二次医療圏（二次保健医療圏）としては東葛北部医療圏（管轄区域：鎌ケ谷市を除く東葛地域）である。三次医療圏は千葉県医療圏（管轄区域：千葉県全域）。
医療提供施設は特筆性の高いもののみを記載する。
- 市内の医療機関（一次医療圏）
  - 緊急指定病院
    - おおたかの森病院
    - 千葉愛友会記念病院
    - 東葛病院
    - 流山中央病院

  - その他の医療機関
    - 江陽台病院
    - 柏の葉北総病院
    - ひだクリニック（宙麦会）
    - 松戸整形外科おおたかの森クリニック
    - 泉リハビリテーション病院
- 二次医療圏
  - 松戸市立総合医療センター（松戸市、災害拠点病院[24]・救命救急センター）
  - 東京慈恵会医科大学附属柏病院（柏市、災害拠点病院・救命救急センター）

### 教育
大学
- 江戸川大学
- 東京理科大学 野田キャンパス（野田市との境界に位置し、大部分は野田市側に所在するが、一部が当市に所在する）

専修学校
- 江戸川学園おおたかの森専門学校
- 勤医会東葛看護専門学校

高等学校
公立
- 千葉県立流山高等学校
- 千葉県立流山おおたかの森高等学校
- 千葉県立流山北高等学校
- 千葉県立流山南高等学校

中学校

市立
- 流山市立おおぐろの森中学校
- 流山市立おおたかの森中学校
- 流山市立東部中学校
- 流山市立常盤松中学校
- 流山市立南部中学校

- 流山市立西初石中学校
- 流山市立東深井中学校
- 流山市立北部中学校
- 流山市立南流山中学校
- 流山市立八木中学校

小学校
市立
- 流山市立東小学校
- 流山市立市野谷小学校
- 流山市立江戸川台小学校
- 流山市立おおぐろの森小学校
- 流山市立おおたかの森小学校

- 流山市立小山小学校
- 流山市立新川小学校
- 流山市立長崎小学校
- 流山市立流山小学校
- 流山市立流山北小学校

- 流山市立西初石小学校
- 流山市立西深井小学校
- 流山市立東深井小学校
- 流山市立鰭ヶ崎小学校
- 流山市立南流山小学校

- 流山市立南流山第二小学校
- 流山市立向小金小学校
- 流山市立八木北小学校
- 流山市立八木南小学校

流山市立八木北小学校は校地の半分以上が柏市となっている。逆に柏市立光ヶ丘小学校は校地の9割以上は流山市であり、住所も流山市向小金となっている。学区はあくまでそれぞれ設置主体である市の児童を対象にしている。
私立小学校
- 暁星国際流山小学校

幼稚園
公立幼稚園
- 流山市幼児教育支援センター附属幼稚園

私立幼稚園
- このはな幼稚園
- 江戸川台ひまわり幼稚園
- 神愛幼稚園
- 一の台幼稚園
- 平和台幼稚園

- 八木幼稚園
- 黒川幼稚園
- みやぞの幼稚園
- 南流山幼稚園
- 暁星国際流山幼稚園

特別支援学校
- 千葉県立特別支援学校流山高等学園（千葉県立で唯一、高等部のみ単独設置されている特別支援学校）
- 千葉県立東葛の森特別支援学校

生涯学習施設
- 江戸川大学サテライトセンター

### 社会福祉施設
保育所
公立保育所（保育園）
- 中野久木保育所
- 平和台保育所
- 江戸川台保育所

- 向小金保育所
- 東深井保育所

私立保育所（保育園）
- なかよし保育園
- おおたかの森ナーサリースクール
- 八木北保育園
- 松の実保育園
- 流山セントラルナーサリースクール
- かやの木保育園
- みやぞの保育園
- 生活クラブ風の村わらしこ保育園流山
- 南流山聖華保育園
- 城の星保育園
- 森の葉保育園
- 聖華いつき保育園
- えどがわ森の保育園

- ロータスキッズスクエア
- 名都借みらい保育園
- おおたかの森聖華保育園
- 城の星おおたかの森保育園
- えどがわ南流山保育園
- ぽけっとランド江戸川台駅前保育園
- けやきの森保育園おおたかの森園
- おおたかの森ヒルズナーサリースクール
- 聖華マリン保育園
- 慶櫻おおたかの森保育園
- 暁の星保育園
- 南流山保育園ひびき
- 森のまち保育園

### 社会教育施設
図書館（2023年4月現在、括弧内は所在地）
- 流山市立図書館
  - 流山市立中央図書館（加）
    - 北部分館（美原）
    - 初石分館（西初石）

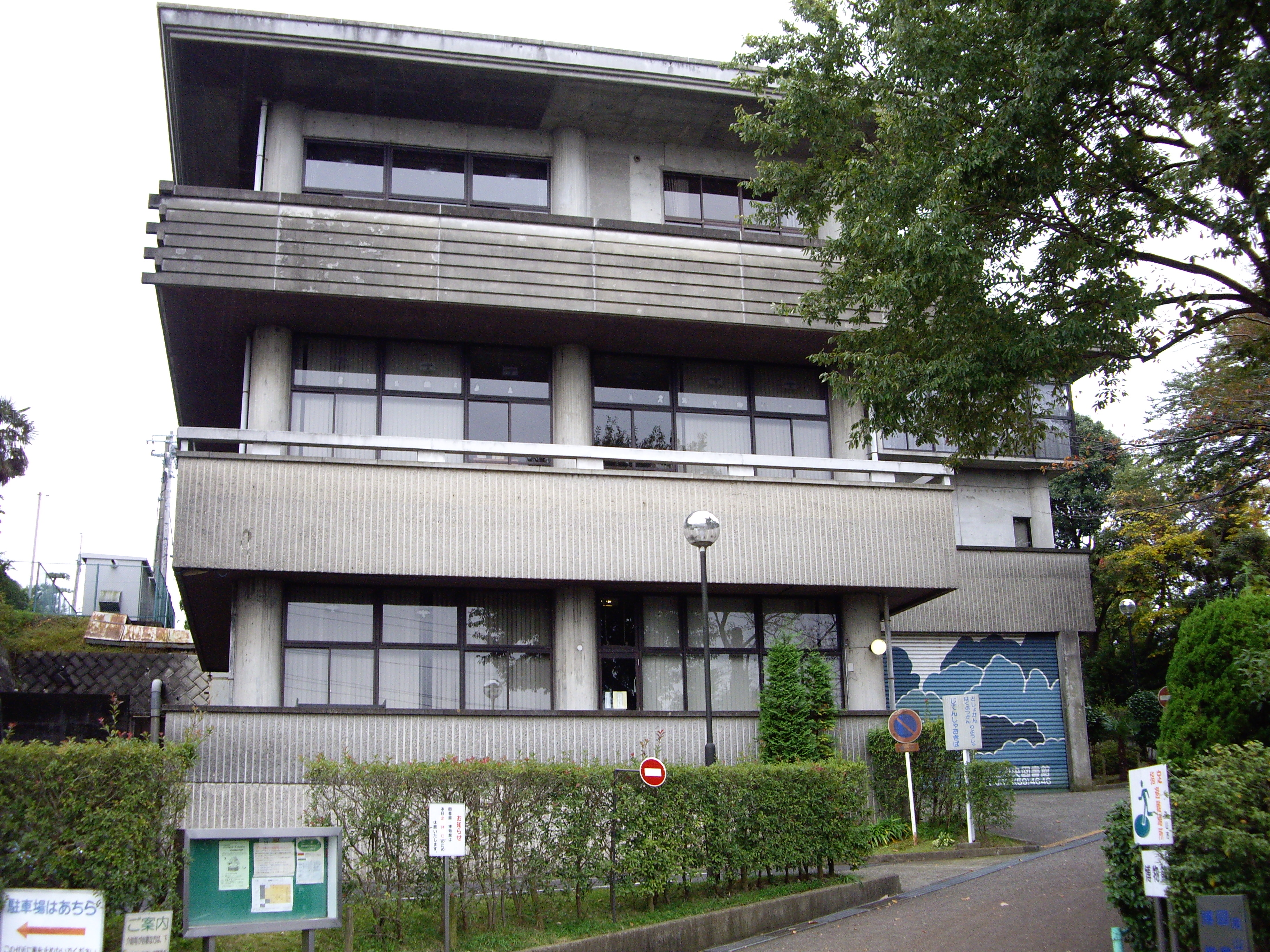
流山市立図書館

  - おおたかの森こども図書館（おおたかの森西）
  - 森の図書館（東深井）
  - 木の図書館（名都借）
  - サンコーテクノプラザ　南流山地域図書館（南流山、2022年12月1日開館）

### 市外局番
当市の市外局番は全域で「04」である。以前は我孫子市、柏市、野田市、当市を対象とした市外局番は0471であったが市内局番の不足に伴い、2002年（平成14年）2月よりこれまでの「0471」の市外局番のうち、「71」を市内局番に回し、市外局番を「04」に変更した。
桁を2つずらした理由には、市内局番の初めを「1」から始めてはいけない決まり（1からの番号は、例えば110－警察、119-消防などの特殊番号）によるもので、桁ずれによる市外局番2桁化はこれが初例となった。埼玉県の「042-9」、千葉県鴨川市などの「0470」のうち市内局番の先頭が9の地域の市外局番も「04」に変更されており、これらの市外局番04地域に電話をかける場合は04を最初に回すことになる。
収容局は以下の2ビルが該当し、市内局番は以下の通り。
- 流山局：7140（4000 - 5000番台）、7152 - 7156、7178（2000 - 5000番台）
- 南流山局：7140（6000 - 7000番台）、7150、7157（5000 - 9000番台）、7158、7159、7178（6000 - 9000番台）

下記地域は流山市外の収容局が管轄となる（いずれも柏MA）。
- 上花輪局（野田市）：7120（0000 - 3000番台）、7121 - 7125、7126（1000 - 9000番台）、7197（8000 - 9000番台）
  - 東深井の一部地域が該当。
- 逆井局（柏市）：7160（0000、5000、7000番台）、7170（3000、5000 - 9000番台）、7171 - 7176、7178（0000 - 1000番台）
  - 向小金2丁目 - 4丁目および前ケ崎の一部地域が該当。
- 田中局（柏市）：7131 - 7135、7136（0000、3000 - 4000、6000、8000 - 9000番台）、7137（0000 - 6000番台）、7140（8000 - 9000番台）
  - 青田・駒木台のそれぞれ一部地域が該当。
- 豊四季局（柏市）：7140（0000 - 2000番台）、7141 - 7148、7199（5000 - 6000番台）
  - 長崎1丁目 - 2丁目・名都借・西松ケ丘1丁目・野々下2丁目 - 6丁目・松ケ丘1丁目 - 6丁目・向小金1丁目およびおおたかの森東3丁目 - 4丁目・駒木・野々下1丁目・前ケ崎のそれぞれ一部地域が該当。

### 「買って住みたい街」「借りて住みたい街」ランキング
買って住みたい街において、首都圏第4位（流山おおたかの森）を記録するなど定住を目的としたファミリー層を中心に支持を受けている。また、「ながれやままちづくり達成度アンケート令和元年度結果」によると回答者82.7%が「住み続けたい」と回答しており、理由としては周辺の住環境がよい（47.5%）、交通の便が良い（39.9%）と続く。「母になるなら、流山市。」「都心から一番近い森のまち」を市のキャッチコピーとしている。

## 交通

### 鉄道路線
当初は常磐線が市中心部を通る予定であったが、後に柏駅を通って我孫子駅に向かうルートとなった。これは鉄道忌避運動の影響であるという説があるが、実際は、常磐線を建設した日本鉄道と政府との間でのやり取りの結果、上野 - 南千住というルートを東京側の起点とすることが決まったため、南千住から水戸方面へ向かう際の最短ルートとなる水戸街道沿いに線路が敷設された、ということが真相とされる。市内に常磐線の駅はないが、北小金駅（松戸市）-南柏駅（柏市）の途中（国道6号との立体交差付近）で市内を通過する。そのため、東部地区の住民はこの2駅を利用することが多く、南柏駅発着の流山市によるコミュニティバスが（京成バス松戸営業所、東武バスセントラル西柏営業事務所によって）運行されている。つくばエクスプレスの利用により東京都心まで約20分、JR武蔵野線や東武野田線の利用により県庁所在地である千葉市（政令指定都市）の幕張新都心および柏市・船橋市（中核市）など県内主要都市へのアクセスの良さが注目されている。流山おおたかの森駅を市の新拠点として整備している。
- 市役所最寄駅：流山駅

東日本旅客鉄道（JR東日本）
 武蔵野線
- - 南流山駅 -

東武鉄道
 野田線（東武アーバンパークライン）
- - 運河駅 - 江戸川台駅 - 初石駅 - 流山おおたかの森駅 -

首都圏新都市鉄道
 つくばエクスプレス
- - 南流山駅 - 流山セントラルパーク駅 - 流山おおたかの森駅 -

流鉄
 流山線
- - 鰭ヶ崎駅 - 平和台駅 - 流山駅

### 路線バス

#### 一般路線バス
- 京成バス（松戸営業所）
- 松戸新京成バス（松戸営業所）
- 東武バスセントラル
  - 市内の殆どの路線が西柏営業事務所管轄であるが、一部に沼南営業所・吉川営業所の管轄路線がある。

#### コミュニティバス
- 流山ぐりーんバス
  - 運行は、上記の京成バス松戸営業所・東武バスセントラル西柏営業事務所に委託している。一部路線は柏市を経由する。

#### 空港連絡バス
- 柏・流山おおたかの森～羽田空港
  - 流山おおたかの森駅西口から羽田空港を結ぶ空港連絡バスを東武バスセントラル、京浜急行バスが共同運行している。
- 松戸・流山おおたかの森・柏～成田空港
  - 流山おおたかの森駅西口から成田空港を結ぶ空港連絡バスを成田空港交通が運行している。※現在、運行休止中。

### 道路
当市内の常磐自動車道は、ほとんどがトンネルになっており半地下化されている。計画当初から流山インターチェンジの設置が予定されていたが、反対運動のためやむなく撤回された。しかし開通後に地元住民からインターチェンジの設置を望む声が出始めたため、日本道路公団にインターチェンジ設置を要請するも、今度はこれを知った公団が反発し話し合いは紛糾した。双方の譲歩の末、建設資金を流山市が負担することでインターチェンジ設置が決定した。インターチェンジ接続に必要な道路は建設資金の償還のために流山有料道路として整備されたが、償還終了に伴い2015年に無料化された。2023年11月26日には流山市と埼玉県三郷市を結ぶ三郷流山橋有料道路が開通した。
高速道路
- 常磐自動車道
  - 流山IC

一般国道
- 国道6号

主要地方道
- 千葉県道5号松戸野田線（流山街道、旧松戸野田有料道路）
- 埼玉県道・千葉県道29号草加流山線
- 茨城県道・千葉県道47号守谷流山線（守谷街道）
- 埼玉県道・千葉県道52号越谷流山線

一般県道
- 千葉県道261号松戸柏線
- 千葉県道278号柏流山線
- 千葉県道279号豊四季停車場高田原線
- 千葉県道280号白井流山線
- 千葉県道401号松戸野田関宿自転車道線
- 千葉県道407号我孫子流山自転車道線

都市計画道路
- 都市軸道路

橋梁
- 三郷流山橋
- 流山橋
- 江戸川橋梁（武蔵野線）
- ガス導管専用橋

## 名所・旧跡・観光スポット・祭事・催事
流山駅周辺には古民家が多く、これらを活用したカフェや交流スペース、宿泊施設への活用が取り組まれている。江戸川沿いに位置する歴史的町並みが残り、行灯が燈る流山本町の町並みは「行灯回廊」や「江戸回廊」とも呼ばれ観光活用している。
- 流山本町江戸回廊[33]
  - 近藤勇陣屋跡
  - 見世蔵
  - 新選組流山本陣跡
  - 呉服新川屋店舗
  - 切り絵行灯
  - 寺田園旧店舗（国の登録有形文化財）
- 流山七福神（千葉県内で初めてできた霊場、昭和61年発足、各札所の寺院に七福神の石像が安置）
  - 毘沙門天 福性寺（ふくしょうじ）
  - 福禄寿 西栄寺（さいえいじ）
  - 弁財天 成顕寺（じょうけんじ）
  - 布袋尊 春山寺（しゅんさんじ）
  - 寿老人 清瀧院（せいりゅういん）
  - 大黒天 流山寺（りゅうさんじ）
  - 恵比須 長流寺（ちょうりゅうじ）

### 名所・旧跡

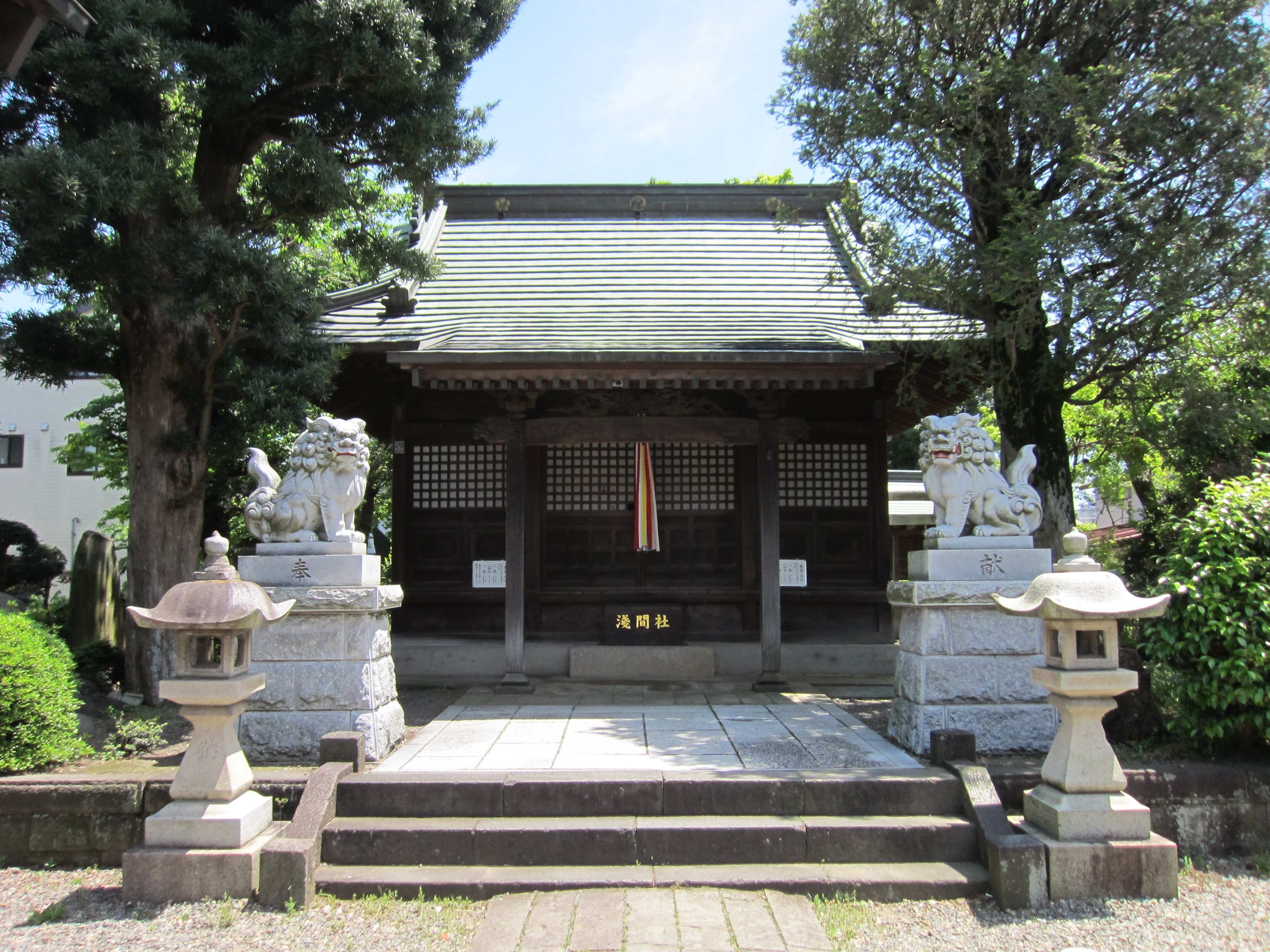
赤城神社 - 大しめ縄行事、地名の由来
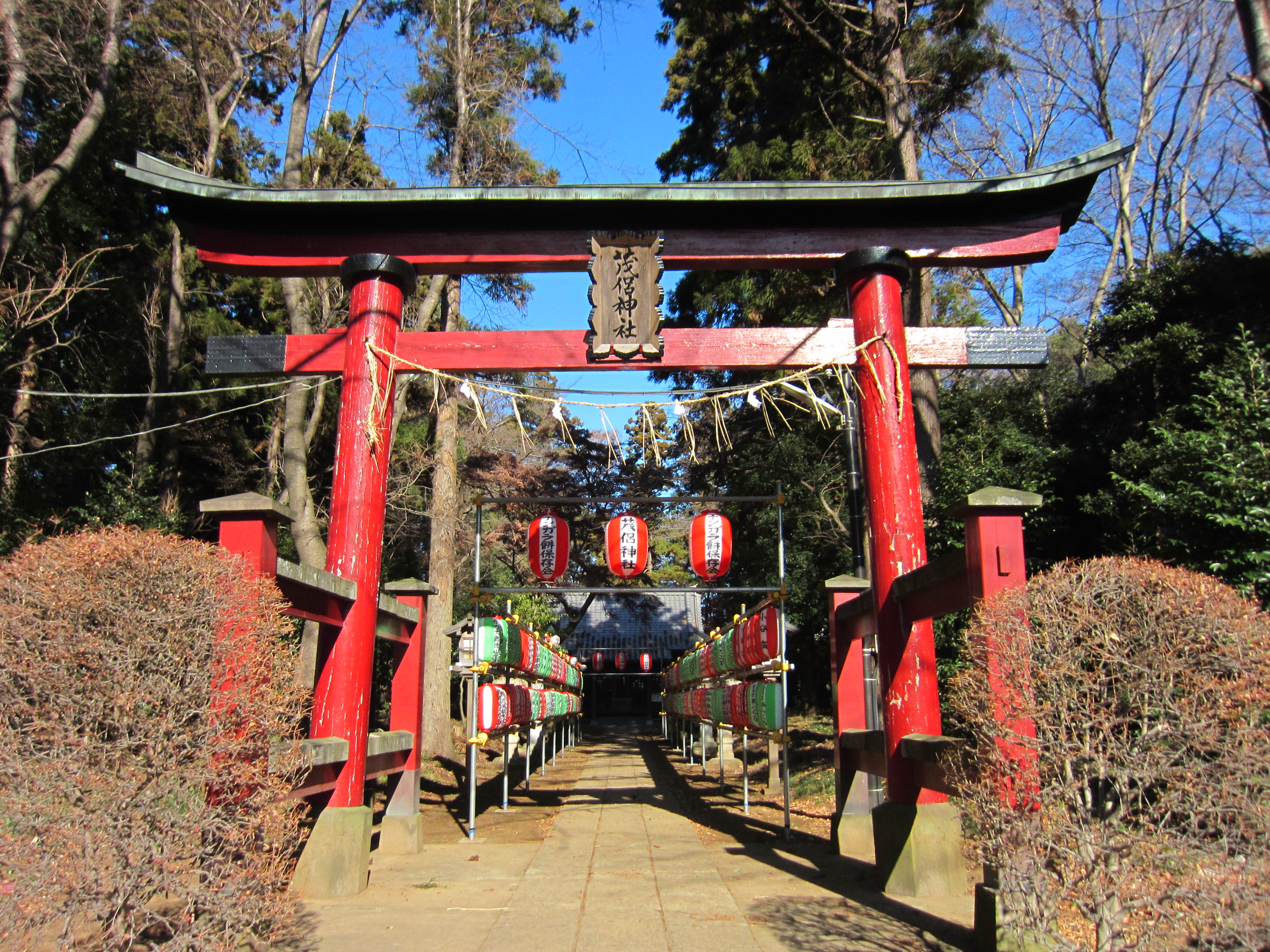
諏訪神社 - 通称：駒木のお諏訪さま
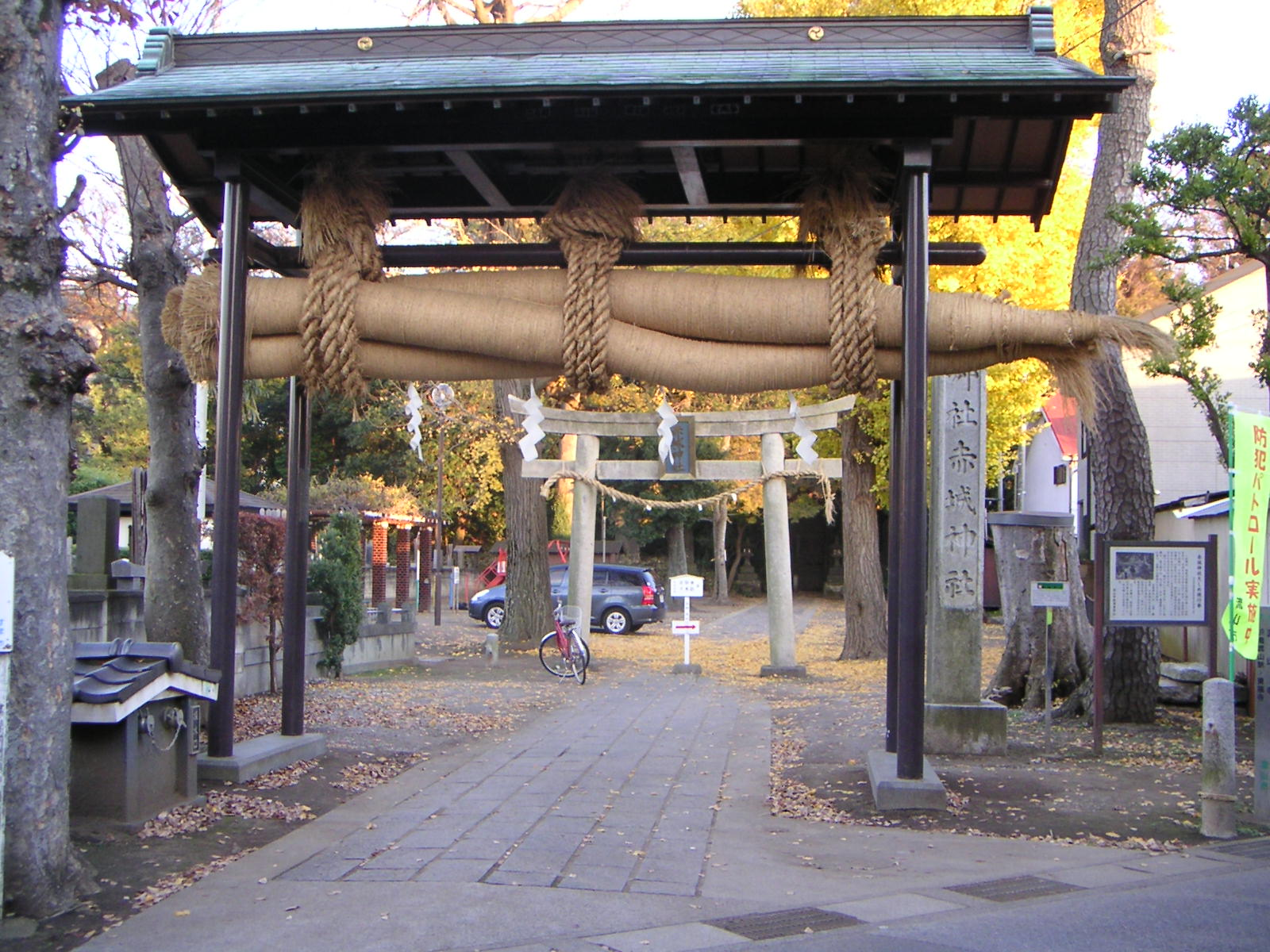
赤城神社（大しめ縄）

- 茂侶神社 - ヂンガラ餅行事
- 雷神社 - おびしゃ行事
- 浅間神社
- 大杉神社
- 六部尊
- 大宮神社 - おこもり
- 三社大神 - 備射講
- 駒形神社 - おひまち
- 八坂神社
- 香取神社 - おびしゃ
- 神明神社
- 金刀比羅神社
- 熊野神社
- 天神社
- 天形星神社
- 山王神社
- 香取駒形神社
- 流山・豊受神社
- 真言宗新龍山浄観寺
- 浄信寺
- 福性寺
- 円頓寺
- 西善院
- 法栄寺
- 長栄寺流山豊四季霊園
- 円東寺
- 光照寺
- 本行寺
- 浄蓮寺
- 常与寺
- 光明院
- 東福寺
- 千仏堂
- 観音寺
- 陽廣院
- 宝蔵院
- 廣寿寺
- 葛飾県印旛県庁跡

- 浅間神社
- 茂侶神社
- 赤城神社（大しめ縄）

### 観光スポット
公園・自然
- 理窓会記念自然公園
- におどり公園
- 運河水辺公園

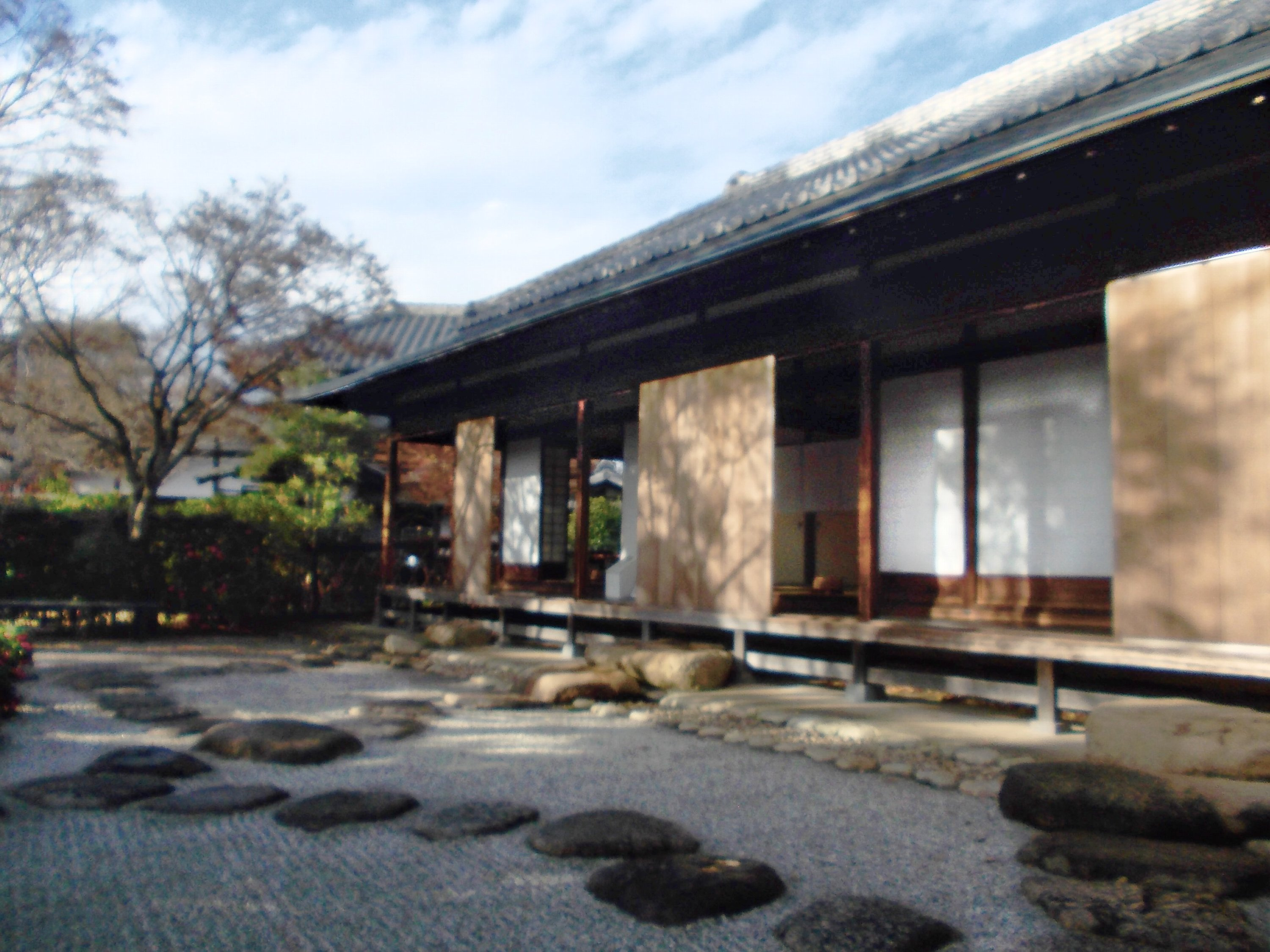
一茶双樹記念館・秋元邸

- 二代目利根運河ビリケンさん - 初代は現存するビリケン像で日本最古とされており、博物館で保管。
- 東深井地区公園（古墳公園）
- 深井城跡
- 愛宕ふれあいの森
- 中野久木散策の森
- こんぴら緑地
- 下花輪多目的広場
- 花輪城址公園
- 駒木ふるさとの森
- 西初石小鳥の森
- 大堀川水辺公園
- 三輪野山散策の森
- 三輪野山近隣公園
- 十太夫近隣公園
- 西初石近隣公園（おおたかの森駅南口公園）
- 市野谷の森公園
- 市野谷水鳥の池
- 流山市総合運動公園
- 野々下水辺公園
- 星の森キャンプ場
- ふるまぎ水鳥の池
- 芝崎小鳥の森
- にしひらい水鳥の池
- みやぞの野鳥の池
- 江戸川河川敷緑地
- 東部近隣公園（やまびこ公園）
- 松ヶ丘3号散策の森
- オーチャードガーデン（水代果樹園）
- げんき村キャンプ場
- 前ヶ崎城址公園
- あじさい通り

#### 博物館
- 流山市立博物館
- 一茶双樹記念館
- 杜のアトリエ黎明
- 森の美術館[34]

スポーツ施設
- キッコーマンアリーナ（市民総合体育館）
- 総合運動公園野球場・庭球場
- 江戸川河川敷緑地野球場・少年サッカー場
- 南部柔道場
- 北部柔道場
- 流山スポーツフィールド
- おおたかの森スポーツフィールド
- 東部スポーツフィールド
- 流山市民プール
- 北部市民プール
- コミュニティプラザ
- 生涯学習センター・流山エルズ（体育館）
- 南流山福祉会館（体育室）
- 新東谷調整池内テニスコート

文化施設
- 流山市文化会館（市民会館ホールと中央公民館との複合施設の総称）
- 北部公民館
- 中央公民館
- 東部公民館
- 初石公民館
- 生涯学習センター（流山エルズ）
- 南流山センター
- おおたかの森センター

公共施設
- 流山市役所
- おおたかの森市民窓口センター
- 流山おおたかの森駅前観光情報センター
- 東部出張所
- 江戸川台駅前出張所
- 南流山出張所
- 保健センター
- ジョブサポート流山（地域職業相談室）
- 農産物直売所 新鮮食味（しんせんぐみ）

福祉施設
- 駒木台福祉会館
- 流山福祉会館
- 江戸川台福祉会館
- 西深井福祉会館
- 思井福祉会館
- 向小金福祉会館
- 東深井福祉会館
- 南福祉会館
- 十太夫福祉会館
- 名都借福祉会館
- 南流山福祉会館
- 野々下福祉会館
- 赤城福祉会館
- 平和台福祉会館
- 下花輪福祉会館（ほっとプラザ下花輪）
- 高齢者福祉センター 森の倶楽部
- 北部高齢者趣味の家
- 南部高齢者趣味の家
- 東部高齢者趣味の家

ホテル・宴会場
- Royal Garden Palace 柏 日本閣
- ホテル ルミエール グランデ 流山おおたかの森
- 東横INN流山おおたかの森駅前
- BARN＆FOREST（バーンアンドフォレスト）148

温浴施設
- ほっとプラザ下花輪
- ルアジーランド流山温泉（居住者専用）
- 南柏天然温泉 すみれ
- 竜泉寺の湯 スパメッツァ おおたか

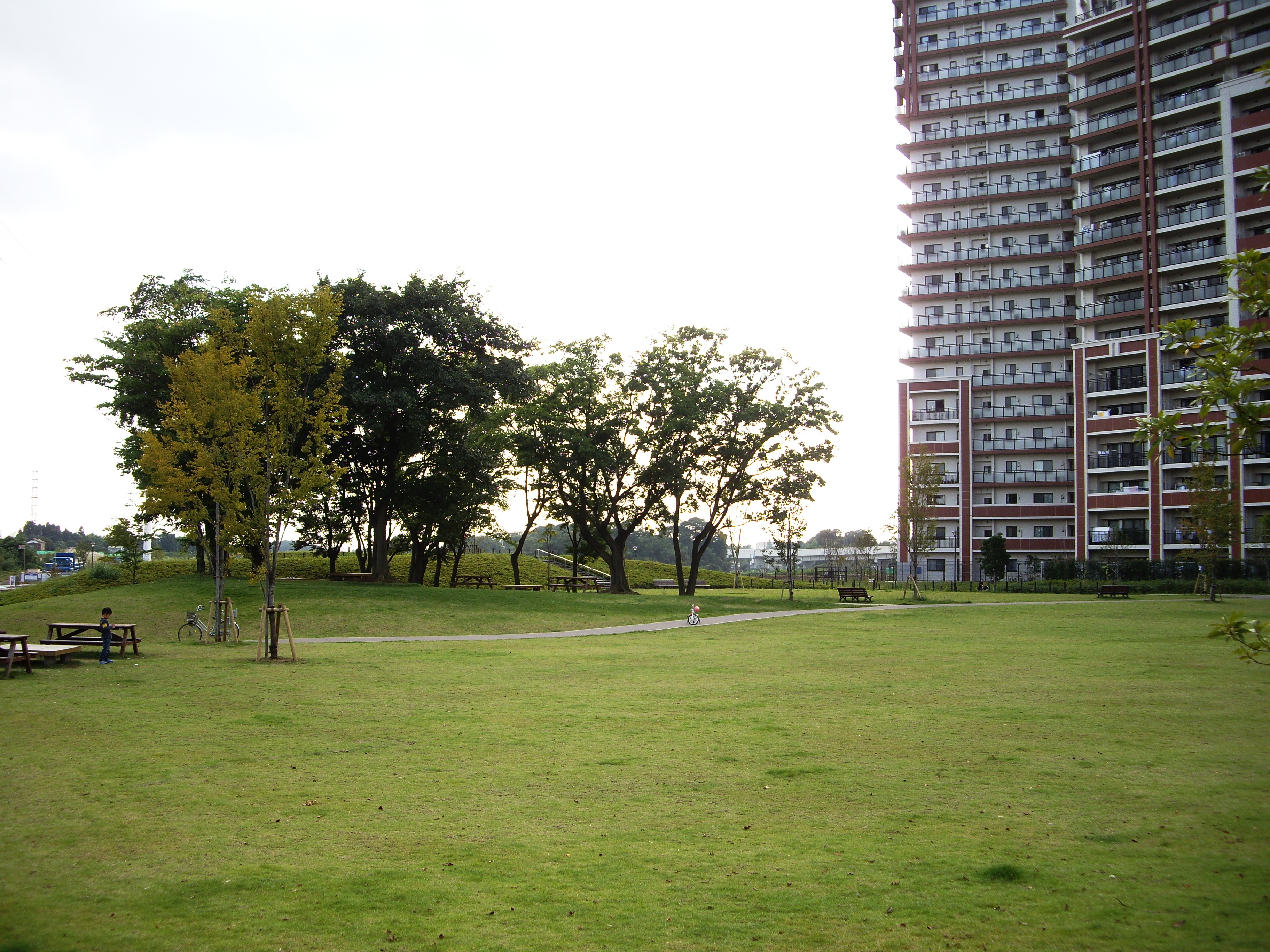
流山おおたかの森駅南口公園
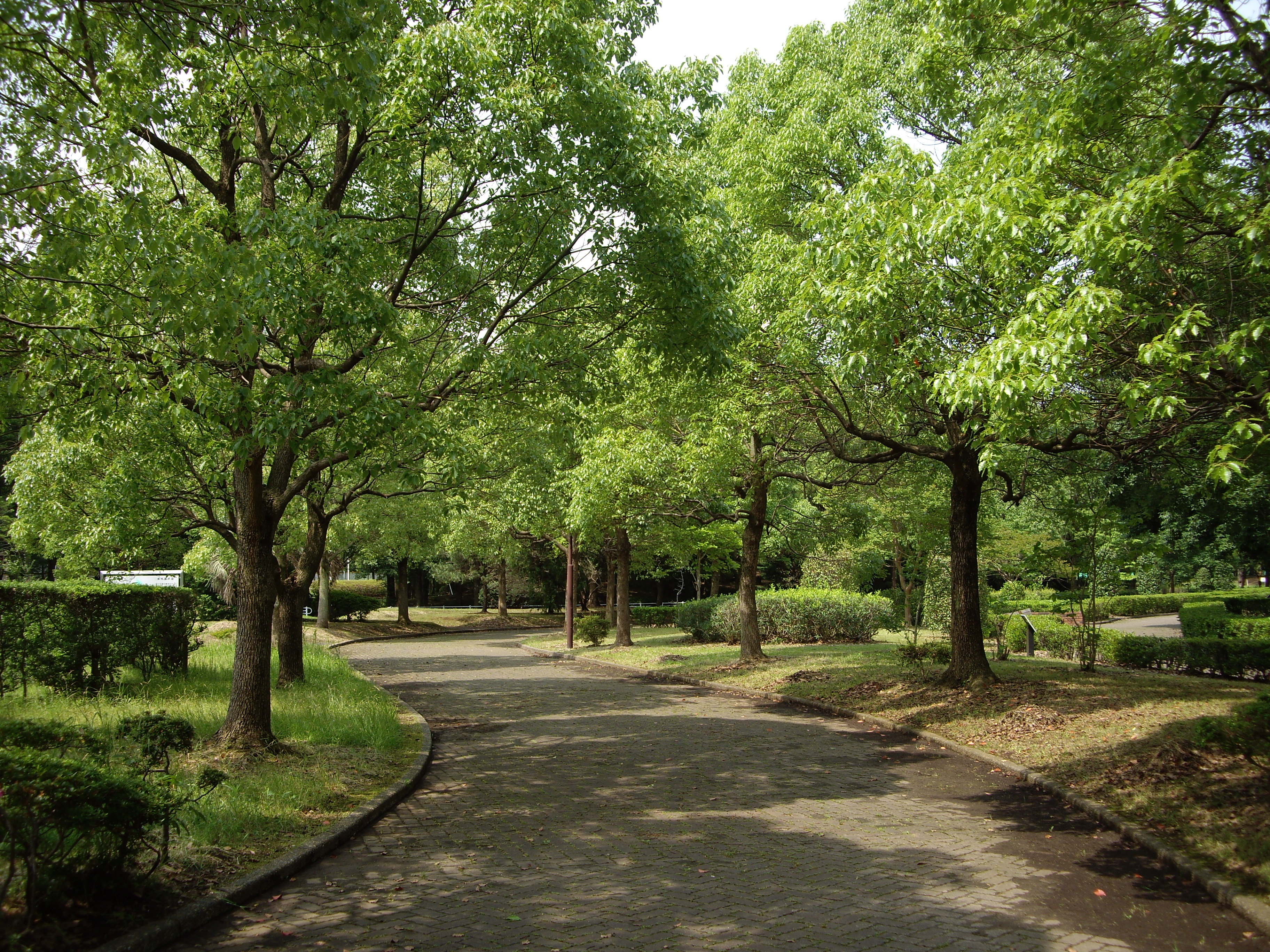
流山市総合運動公園
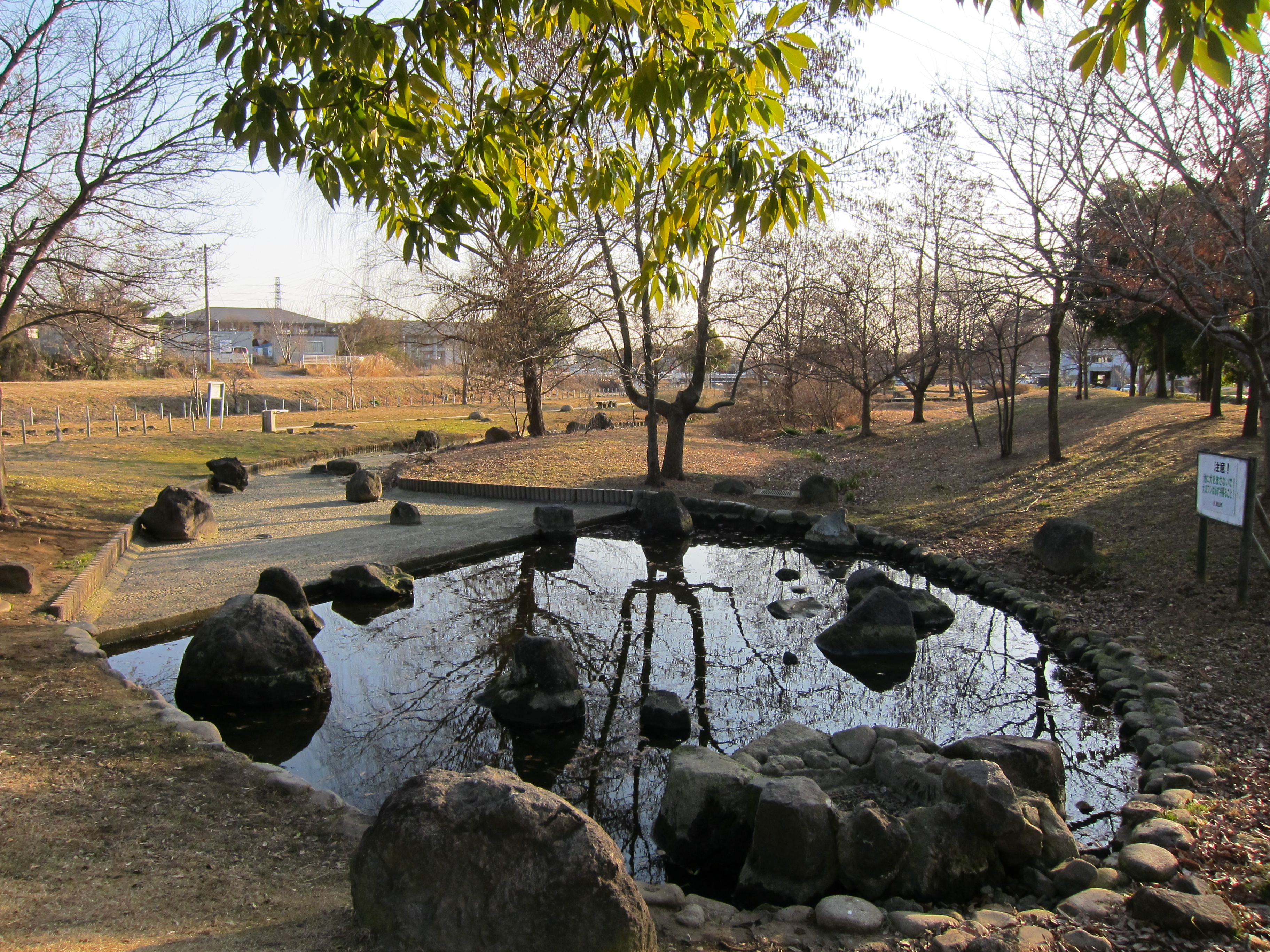
野々下水辺公園
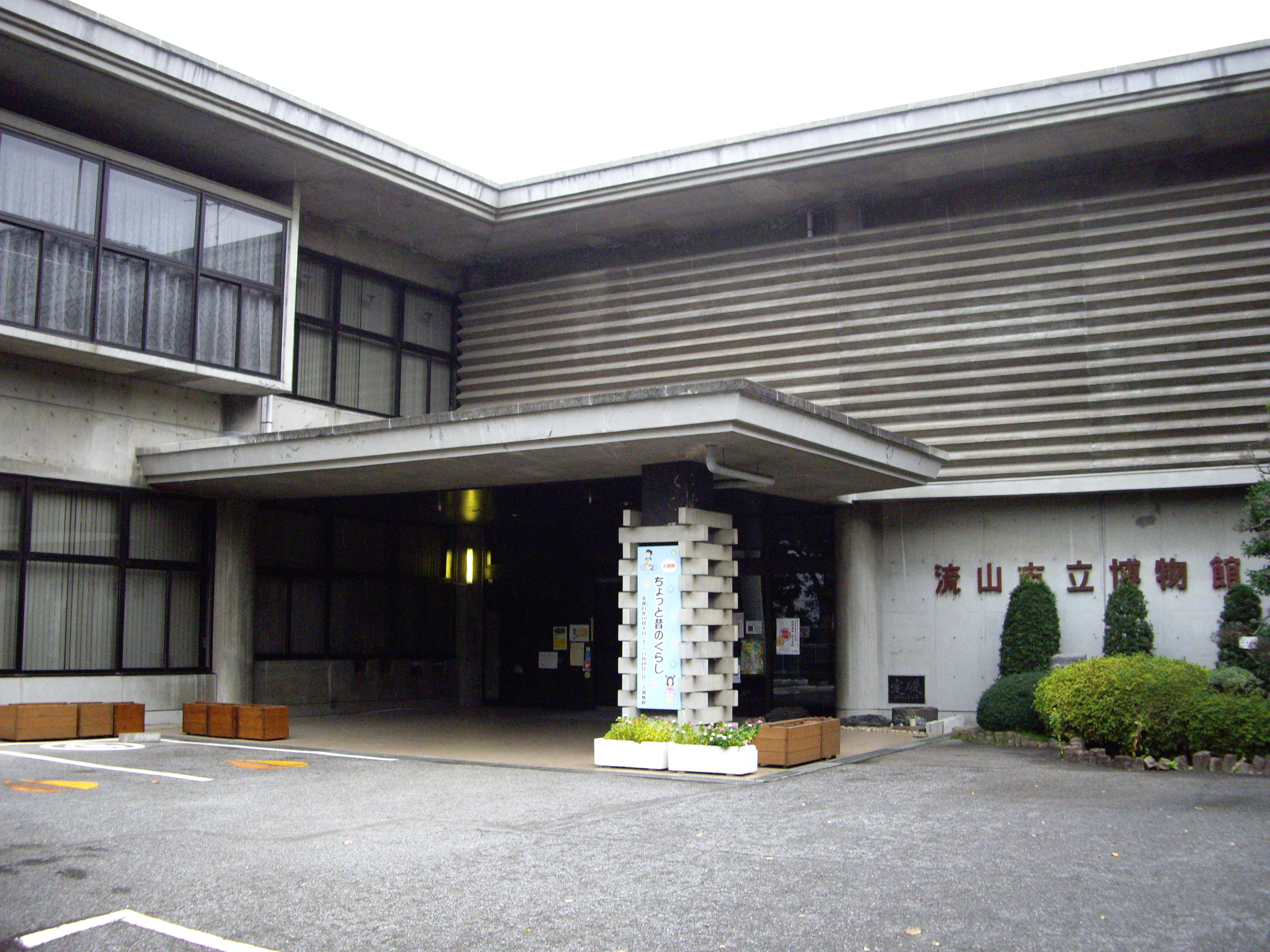
流山市立博物館

### 祭事・催事
- 流山市民まつり
- 流山花火大会
- 流山産業博
- 森のマルシェ
- うんがいい！朝市
- 流鉄BEER（ビア）電車
- 利根運河シアターナイト

## 文化財
国・県指定および国登録文化財一覧。
| 番号 | 指定・登録 | 類別                     | 名称                                     | 所在地                | 所有者または管理者 | 指定年月日      | 備考  |
| ---- | ---------- | ------------------------ | ---------------------------------------- | --------------------- | ------------------ | --------------- | ----- |
| 1    | 県指定     | 有形文化財（考古資料）   | 安蒜家板石塔婆（正和四年・元亨二年在銘） | 流山市                | 安蒜貞             | 昭和55年2月22日 | 2基   |
| 2    | 県指定     | 有形民俗文化財           | 流山のみりん醸造用具                     | 流山市立博物館        | 流山市             | 平成11年3月30日 | 121点 |
| 3    | 国登録     | 登録有形文化財（建造物） | 呉服新川屋店舗                           | 流山市加6-1305        | 個人               | 平成16年11月8日 | 1件   |
| 4    | 国登録     | 登録有形文化財（建造物） | 寺田園旧店舗                             | 流山市流山2-101-1     | 個人               | 平成23年7月25日 | 1件   |
| 5    | 国登録     | 登録有形文化財（建造物） | 笹屋土蔵                                 | 流山市流山1-155-1     | 個人               | 平成26年10月7日 | 1件   |
| 6    | 国登録     | 登録有形文化財（建造物） | 清水屋本店店舗兼主屋                     | 流山市流山2-26        | 個人               | 平成26年10月7日 | 1件   |
| 7    | 国登録     | 登録有形文化財（建造物） | 松ケ丘一号型街路灯                       | 流山市松ケ丘2-330-85  | 陽廣院             | 平成29年6月28日 | 1件   |
| 8    | 国登録     | 登録有形文化財（建造物） | 秋元家住宅土蔵                           | 流山市流山二丁目109-1 | 個人               | 平成30年5月10日 | 1件   |

## 出身有名人
| - 仲村トオル - 俳優。 - 勅使瓦武志 - ミュージカル俳優。 - 三石琴乃 - 声優。 - 西原翔吾 - 声優。 - 佐々木麻緒 - 子役。 - 小野真弓 - タレント。市立南部中学校出身。 - 石塚朱莉 - 元NMB48 - 小嶋菜月 - 元AKB48。市立南部中学校出身。 - 岩佐美咲 - 演歌歌手・元AKB48。市立西初石中学校出身。生まれは八千代市。 - サンプラザ中野くん - 歌手。市立南部中学校出身。 - 大久保伸隆 (Sunny-G) - ミュージシャン。市立東部中学校出身。 - 加賀谷はつみ - シンガーソングライター。 - 青木研 - バンジョー奏者。 - 守本奈実 - NHKアナウンサー。 - 高山大吾 - NHKアナウンサー。 - 鈴木純子 - 文化放送アナウンサー。 - 青山和弘 - ジャーナリスト。元日本テレビ報道記者。 - 田中幸雄 - 元プロ野球選手（投手）。 - 石原修治 - 元プロ野球選手 市立常盤松中学校出身（外野手）。 - 板沢峰生 - 元プロ野球選手 市立常盤松中学校出身。 - 押本健彦 - 元プロ野球選手 市立南部中学校出身。 - 高市俊 - 元プロ野球選手。 - 村田和哉 - 元プロ野球選手。 - 吉田裕太 - プロ野球選手。千葉ロッテマリーンズ所属。 - 秋山正雲 - プロ野球選手。千葉ロッテマリーンズ所属。 | - 明神智和 - サッカー選手。市立東部中学校出身。元柏レイソル。元サッカー日本代表 - 大谷秀和 - サッカー選手。市立西初石中学校出身。柏レイソル。 - 酒井直樹 - サッカー指導者、元サッカー日本代表。市立常盤松中学校出身。 - 河田優 - 女子サッカー選手。 - 橋川健 - 元自転車プロロードレース選手。 - 諸橋晴也 - プロレスラー。 - 諸橋正美 - プロレスラー。 - 岩田悠希 - パラ陸上競技選手。 - 宮島英昭 - 経済学者。 - 井上武史 - 経済学者。 - 渡辺球 - 小説家。 - 住吉文子 - 漫画家。 - 志真健太郎 - 映像作家 - 秋元三左衛門 -（醸造家）「天晴」みりん開発者、俳号・双樹。 - 堀切紋次郎 -（醸造家）「万上」みりん開発者 - 春風亭吉好 - 落語家 - えっちゃん - YouTuber。ボンボンTVMC。市立常盤松中学校出身。 - PDS株式会社 - YouTuber。市立常盤松中学校出身。生まれはイギリス。 - PDRさん - YouTuber。生まれは柏市。 - ミカイル - 芸人。生まれはイギリス。 - 白井俊行 - アニメーター。市立八木中学校出身。 |

### ゆかりの人物
- 滝平二郎 - 切り絵・版画作家。茨城県出身。流山市に在住していた。
- 小林一茶 - 双樹（秋元三左衛門）のもとへ度々来訪した。
- 後藤純男 - 日本画家。旭日小綬章受賞。1962年に当時の流山町に居を構える。1977年、流山市美術家協会設立会員。2016年9月1日に第1号の名誉市民。
- 齋藤健 - 日本の政治家、通産官僚、自由民主党所属の衆議院議員、農林水産大臣（第61代・第62代）。市内在住。
- 流山児祥 - 俳優、声優、演出家。1962年から流山市で育つ。芸名の由来である。
- 山崎遥香 - 舞台俳優。流山市で出生後柏市で育つ。
- 松本まりか - 俳優。東京都出身であるが、幼少期を流山市で過ごしたことがある[37][38]。

## 当市を舞台・ロケ地とした作品
- 『すすめ!!パイレーツ』
  - 江口寿史によるギャグ漫画。『週刊少年ジャンプ』（集英社）に、1977年より1980年まで連載された。流山市をホームタウンとするプロ野球チーム千葉パイレーツとその選手達を中心に描く。
- 『普通の女子校生が【ろこどる】やってみた。』
  - 小杉光太郎によるストーリー4コマ漫画。『まんが4コマぱれっと』（一迅社）2011年10月号から12月号までゲスト掲載された後、2012年4月号より2022年4月号まで連載された[39]。2014年7月 - 9月にTBSテレビ他にてテレビアニメが放映された。作中では「流川市」となっているが、地形や産業などの特徴は当市がモデルであり、市内の主な建物や風景も作中に登場する。なお流山市商工課と作中に登場する流川市ふるさと振興課はアニメ放送中の2014年9月に業務提携を行った[40]。
- 『球世主!!』
  - 原作 : ましま蒼樹、作画 : はたのさとしによる野球漫画。『漫画アクション』（双葉社）の2012年2月21日号より2013年7月2日号まで連載された。当市内の建物や店名などが登場する。2012年10月には流山市生涯学習センターで「球世主!!」展が開催された[41]。
- 『OUT-アウト-』
  - 井口達也原作、みずたまこと作画による日本の漫画。『ヤングチャンピオン』（秋田書店）にて、2012年No.13から連載。流山を拠点とする中堅規模の暴走族の「爆羅漢」が登場。そのNo.1の下原一雅は流山にある大手建設企業社長の跡取り息子。
- 『百瀬、こっちを向いて。』
  - 2014年5月に公開された耶雲哉治監督による日本映画。流山市フィルムコミッションがロケ撮影に協力している[42]。

その他フィルムコミッションが協力した諸作品がある。それらについては、＃外部リンク「フィルムコミッション」を参照。